# Construcción del Rockefeller Center

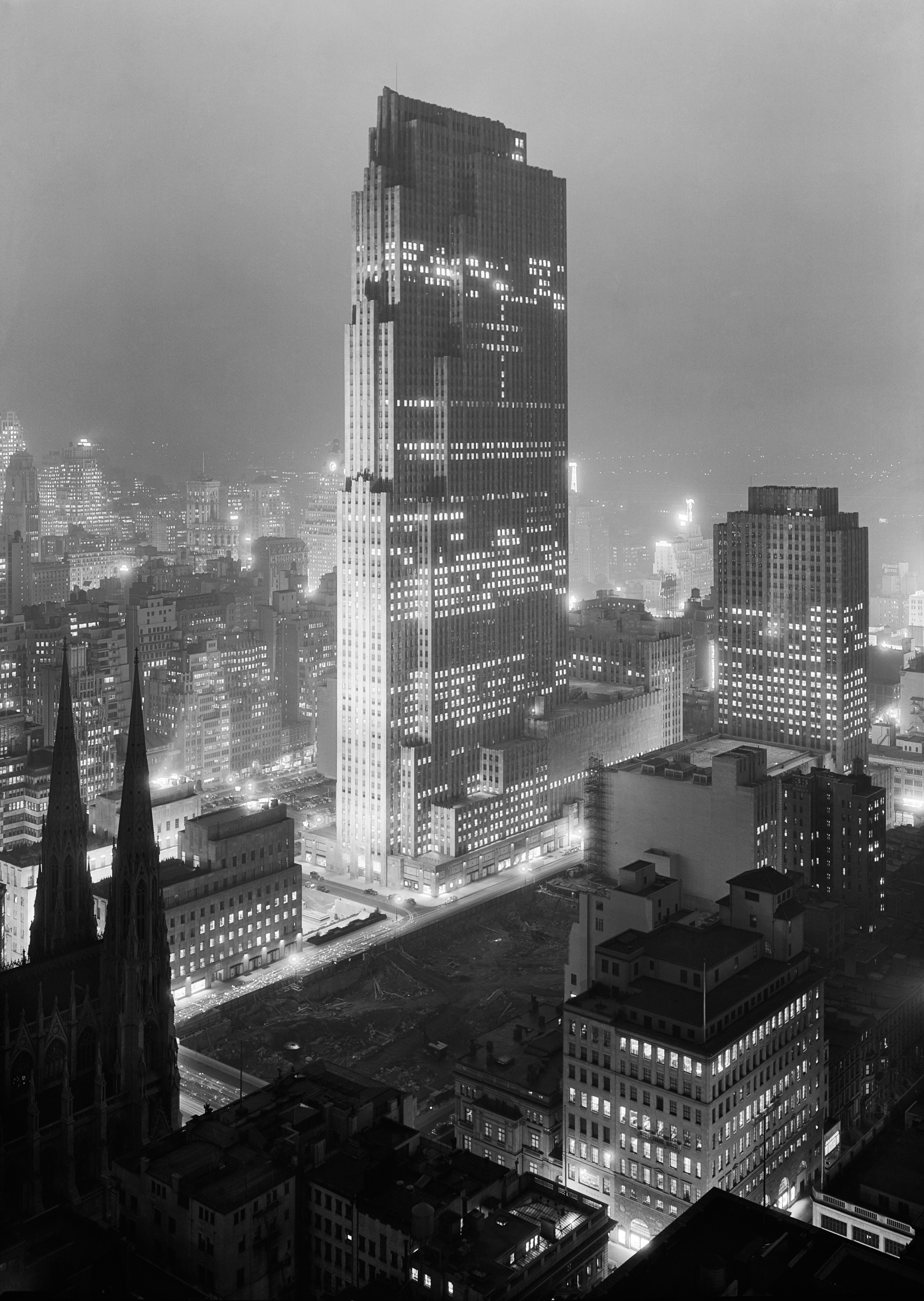
Progreso de la construcción en diciembre de 1933

La construcción del complejo del Rockefeller Center en Nueva York se concibió como un proyecto de renovación urbana a fines de los años 1920. Estaba encabezado por John D. Rockefeller Jr. y buscaba ayudar a revitalizar Midtown Manhattan. El Rockefeller Center se encuentra en uno de los antiguos campus de la Universidad de Columbia y está delimitado por la Quinta Avenida al este, la Sexta Avenida (Avenida de las Américas) al oeste, la Calle 48 al sur y la Calle 51 al norte. Ocupa 8,9 ha, con 1,6 millones de dólares de metros cuadrados de espacio para oficinas.
La Universidad de Columbia había adquirido el sitio a principios del siglo XIX, pero se trasladó a Morningside Heights en el Upper Manhattan a principios del siglo XX. En los años 1920, la Quinta Avenida en Midtown era un lugar privilegiado para el desarrollo. Por esa época, el Metropolitan Opera (Met) estaba buscando una nueva sede, y el arquitecto Benjamin Wistar Morris se decidió por el antiguo sitio de Columbia.
Rockefeller finalmente se involucró en el proyecto y en 1928 arrendó el sitio durante 87 años. El contrato de arrendamiento excluyó terrenos a lo largo del lado este de la Sexta Avenida al oeste de la propiedad Rockefeller, así como en la esquina sureste del sitio. Contrató a Todd, Robertson y Todd como consultores de diseño y seleccionó las firmas de arquitectura Corbett, Harrison & MacMurray, Hood, Godley & Fouilhoux y Reinhard & Hofmeister para la ópera. Pero el Met no estaba seguro de mudarse allí, y el desplome de Wall Street de 1929 puso fin a los planes. En cambio, Rockefeller entró en negociaciones con Radio Corporation of America (RCA) para crear un complejo de medios de comunicación en el sitio. Se publicó un nuevo plan en enero de 1930, y se presentó una actualización una vez Rockefeller obtuvo un contrato de arrendamiento por el terreno de la Sexta Avenida. El plan se revisó hasta marzo de 1931, cuando se presentó el diseño actual. Un cambio tardío a la propuesta incluyó un complejo de estructuras de temática internacional en la Quinta Avenida.
Todas las estructuras del complejo original fueron diseñadas en estilo arquitectónico art déco. La excavación comenzó en abril de 1931 y la construcción de los primeros edificios, en septiembre del mismo año. El primer edificio se inauguró en septiembre de 1932 y la mayor parte del complejo se completó en 1935. Los últimos tres edificios se construyeron entre 1936 y 1940, aunque el Rockefeller Center se completó oficialmente el 2 de noviembre de 1939. La construcción empleó a más de 40 000 personas y fue considerado el proyecto privado más grande en ese momento. La construcción había costado el equivalente a 1500 millones de dólares en dólares de 2019. Desde entonces, ha habido varias modificaciones en el complejo. En 1947 se construyó el 75 Rockefeller Plaza, mientras que en 1952 se construyó el 600 Fifth Avenue. Se construyeron cuatro torres en el lado oeste de la Sexta Avenida en los años 1960 y 1970, la expansión más reciente del complejo. El Center Theatre fue demolido en 1954.

## Sitio
En 1686, gran parte de Manhattan, incluido el futuro sitio del Rockefeller Center, se estableció como una "tierra común" de Nueva York. Esta fue propiedad de la ciudad hasta 1801, cuando el médico David Hosack, miembro de la élite de Nueva York, compró una parcela en lo que ahora es Midtown por 5 000 dólares (equivalentes a 77 000 dólares de 2019). En términos de la cuadrícula de calles actual, la tierra de Hosack estaba delimitada por la calle 47 en el sur, la calle 51 en el norte y la Quinta Avenida en el este, mientras que el límite occidental estaba ligeramente al este de la Sexta Avenida (también conocida como Avenida de las Américas). En ese momento, la tierra estaba escasamente ocupada y consistía principalmente en bosques. Hosack abrió el Jardín Botánico de Elgin, el primer jardín botánico público del país, en el sitio en 1804. El jardín funcionaría hasta 1811, cuando Hosack puso la tierra a la venta por 100 000 dólares (equivalentes a 1 537 000 dólares de 2019). Como nadie estaba dispuesto a comprar el terreno, la Legislatura del Estado de Nueva York finalmente lo compró por 75 000 dólares (equivalentes a 1 152 000 dólares de 2019).
En 1814, los fideicomisarios de la Universidad de Columbia (entonces Columbia College) buscaban fondos en la legislatura estatal cuando, en su lugar, la legislatura entregó inesperadamente las tierras de Hosack a la universidad. Los jardines se convirtieron en parte del "Upper Estate" de Columbia (a diferencia del "Lower Estate" en el Lower Manhattan), con la condición de que la universidad traslade todo su campus al Upper Estate en 1827. Aunque el requisito para la reubicación fue derogado en 1819, los fideicomisarios de Columbia no vieron la tierra como "un regalo atractivo o útil", por lo que la universidad dejó que los jardines se deterioraran. El área no se desarrolló hasta los años 1830, y el valor de la tierra no aumentó a una cantidad significativa hasta finales de los años 1850, cuando se construyó la Catedral de San Patricio cerca, lo que provocó una ola de desarrollo en el área. Irónicamente, la catedral se construyó en ese lugar porque daba a los jardines de Upper Estate. En 1860, Upper Estate contenía cuatro hileras de casas debajo de la calle 49, así como un edificio de madera frente a la catedral. El área circundante estaba subdesarrollada, con un campo de alfarero y las líneas de ferrocarril de Grand Central Depot ubicadas al este.
Columbia construyó un nuevo campus cerca de Upper Estate en 1856, y vendió un terreno en la Quinta Avenida y la Calle 48 a la Iglesia de San Nicolás para pagar la construcción. Poco después, Columbia puso restricciones de altura que impedían que se construyeran en su propiedad edificios más altos, como bloques de apartamentos o edificios comerciales e industriales. Se construyeron estrechas casas de piedra rojiza y caras mansiones de la "Colonia Vanderbilt" en las calles cercanas, y el área se valorizó. En 1879, había casas de piedra rojiza en cada una de las 203 parcelas en Upper Estate, todas propiedad de Columbia.

La construcción de la línea elevada de la Sexta Avenida en los años 1870 facilitó el acceso a áreas comerciales e industriales en otras partes de Manhattan. Sin embargo, la línea también redujo drásticamente los valores de las propiedades porque la estructura elevada obstruía las vistas desde las propiedades adyacentes y porque los trenes en la estructura causaban contaminación acústica. Columbia vendió el bloque más al sur de su propiedad en Midtown en 1904, utilizando los 3 millones de dólares de la venta (equivalentes a 68,5 millones de dólares de 2019) para pagar terrenos recién adquiridos en Morningside Heights aún más arriba, para reemplazar su Lower Estate. Simultáneamente, las casas bajas a lo largo de la Quinta Avenida fueron reemplazadas por desarrollos comerciales más altos, y la ampliación de la avenida entre 1909 y 1914 contribuyó a esta transición. Columbia también dejó de imponer su restricción de altura, que Okrent describe como un error táctico para la universidad porque la ola de desarrollo a lo largo de la Quinta Avenida hizo que Upper Estate estuviera disponible para tal remodelación. Tras dejar que los arrendamientos de las casas en hilera de Upper Estate expiraran sin renovación, el asesor de bienes raíces de la universidad, John Tonnele, se puso a buscar inquilinos que generaran más ganancias.

## Planes iniciales

### Nueva Ópera Metropolitana

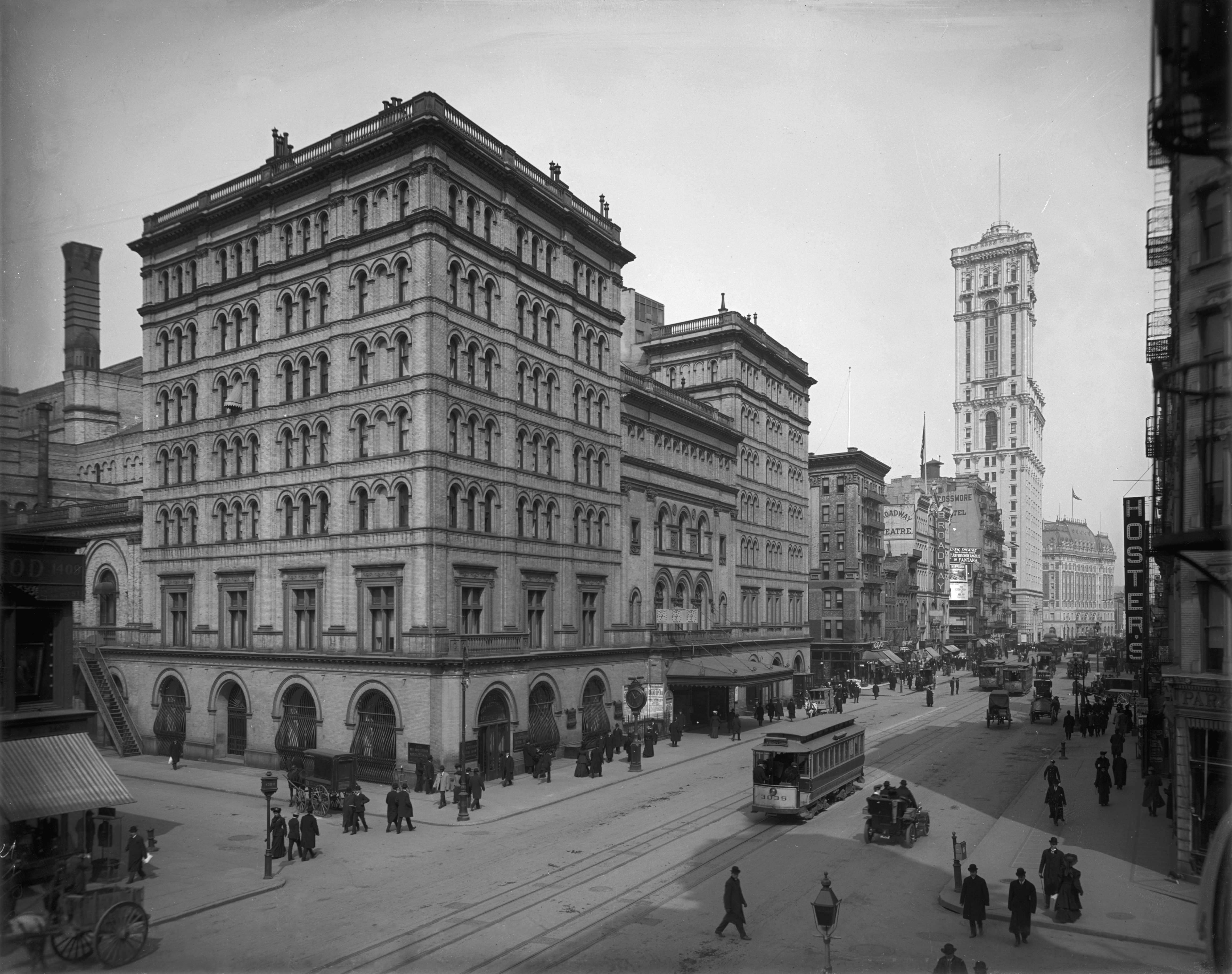
El Rockefeller Center se originó como un plan para reemplazar el antiguo Edificio Metropolitan Opera (en la foto).

En 1926, el Metropolitan Opera (Met) comenzó a buscar ubicaciones para construir un nuevo teatro de ópera para reemplazar su edificio existente en la calle 39 y Broadway. Este no era un esfuerzo nuevo, ya que Otto Kahn, el presidente del Met, había tratado de construir una nueva ópera desde que asumió el cargo en 1908. Pero el Met no tenía dinero para financiar la nueva instalación, y fracasaron los esfuerzos de Kahn para solicitar fondos de R. Fulton Cutting, el rico e influyente presidente de Cooper Union. Cutting apoyó la propuesta de 1926 para un nuevo edificio, al igual que William Kissam Vanderbilt. A mediados de 1927, Kahn había contratado al arquitecto Benjamin Wistar Morris y al diseñador Joseph Urban para que crearan diseños para el teatro de la ópera. Estos formularon tres propuestas, que el Met rechazó.
Kahn quería que la ópera estuviera en un terreno relativamente barato cerca de un teatro y de una zona comercial concurrida, con acceso a transporte. En enero de 1928, Tonnele se acercó a Cutting para proponer el Upper Estate como una posible ubicación para el Met. Cutting le contó la idea de Tonnele a Morris, quien pensó que los terrenos de Columbia en Midtown eran ideales para la nueva ópera. A principios de 1928, Morris había creado planos para un teatro de ópera y un complejo comercial circundante en Upper Estate. Sin embargo, el nuevo edificio era demasiado caro para que el Met pudiera financiarlo por sí mismo, y necesitaba una donación. El 21 de mayo de 1928, Morris presentó el proyecto durante una cena para posibles inversores, a la que fue invitada la asesora de relaciones públicas de la familia Rockefeller, Ivy Lee. Lee informó posteriormente a su jefe, John D. Rockefeller Jr., sobre la propuesta, en la que este último mostró interés. Rockefeller deseaba considerar seriamente el sitio antes de invertir, y no quería financiar todo el proyecto por su cuenta. Como resultado, en agosto de 1928, Rockefeller se puso en contacto con varias empresas para solicitar asesoramiento. Rockefeller terminó contratando a Todd, Robertson y Todd Engineering Corporation como consultores de diseño para determinar la viabilidad del proyecto, con uno de los socios de la empresa, John R. Todd, como su director constructor y gestor. Todd presentó un plan para en septiembre de 1928, en el que propuso la construcción de edificios de oficinas, grandes almacenes, edificios de apartamentos y hoteles alrededor de la nueva ópera.
En junio de 1928, Charles O. Heydt, uno de los socios comerciales de Rockefeller, se reunió con Kahn para hablar sobre la propuesta. Tras la reunión, Heydt compró un terreno justo al norte del sitio propuesto para la ópera según la solicitud de Rockefeller, pero por una razón diferente: Rockefeller temía que muchos de los hitos de su infancia, ubicados en el área, fueran va a ser demolido por la ola de desarrollo de los años 1920. El escritor Daniel Okrent afirma que la adquisición de la tierra por parte de Rockefeller podría haber sido más por el apellido que por la propuesta del Met en sí, ya que Rockefeller nunca mencionó los detalles de la propuesta en sus comunicaciones diarias con su padre, John D. Rockefeller Sr.

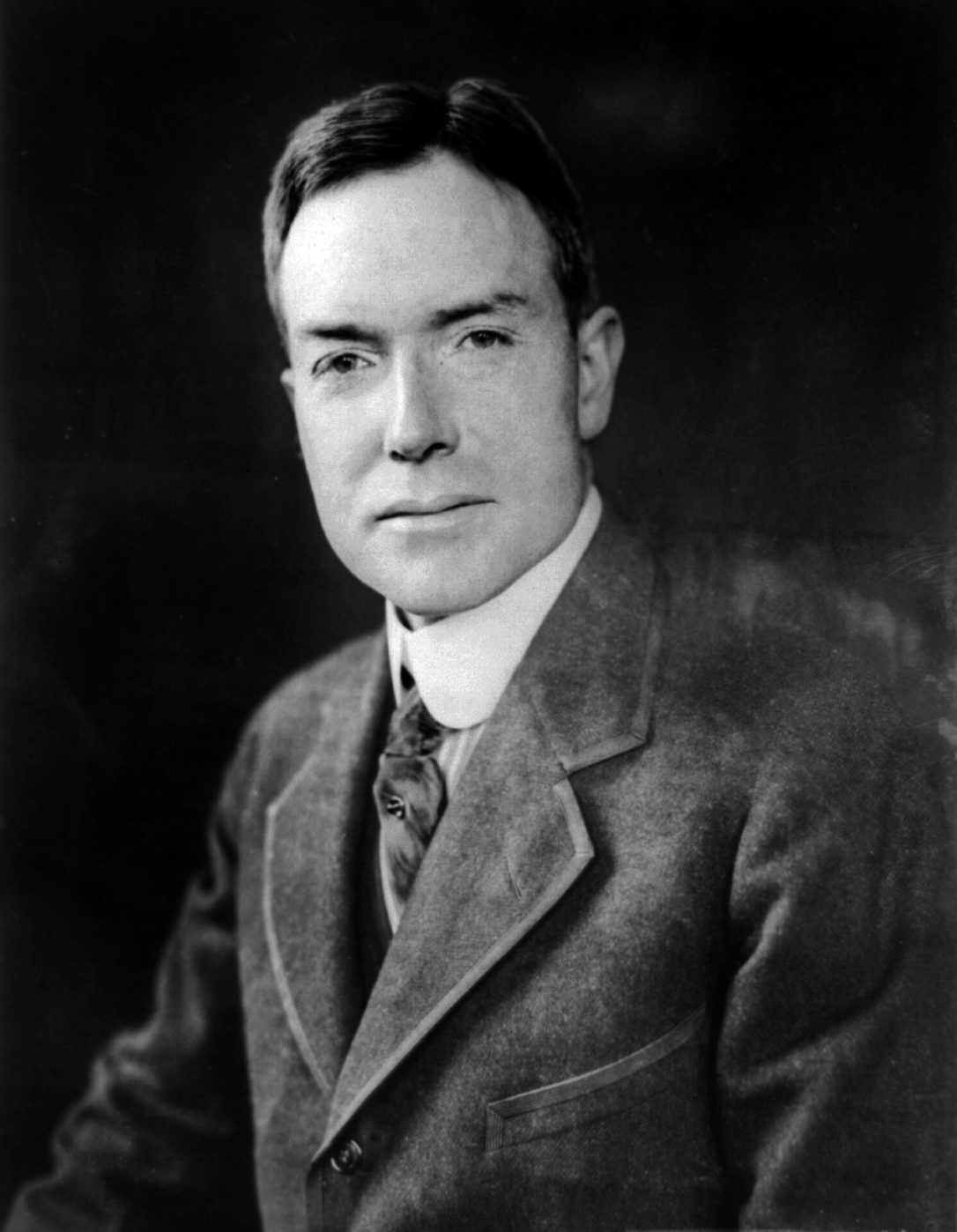
John D. Rockefeller Jr., quien financió el proyecto Met

A mediados de 1928, el Met y Rockefeller fueron nombrados compradores potenciales para el sitio de Columbia. Se acordó un contrato de arrendamiento a fines de 1928 y se firmó el 31 de diciembre de ese año. Columbia arrendó el paquete a Rockefeller durante 87 años a un costo de más de 3 millones de dólares por año (equivalentes a 35,8 millones de dólares de 2019), lo que permitió que todos los arrendamientos existentes en el sitio expiraran en noviembre de 1931 para que Rockefeller pudiera comprarlos. Rockefeller pagaría 3,6 millones de dólares por año (equivalentes a 43 millones de dólares de 2019). A cambio, tendría derecho a los ingresos de la propiedad, que en ese momento eran de unos 300 000 dólares anuales (equivalentes a 3,6 millones de dólares de 2019). Este consistió en un contrato de arrendamiento de 27 años para el sitio de Columbia, con la opción de tres renovaciones de 21 años, de modo que el arrendamiento podría durar teóricamente hasta 2015. (El contrato de arrendamiento se renovó en 1953 y 1973, y Columbia vendió el terreno a Rockefeller Center Inc. en 1985). Además, Rockefeller pudo evitar cualquier aumento de alquiler durante cuarenta y cinco años, ajustado por inflación. El contrato de arrendamiento no incluía la franja de terreno de 30,5 m que bordea la Sexta Avenida en el lado oeste de la parcela, así como la propiedad de la Iglesia de San Nicolás en la Quinta Avenida entre las calles 48 y 49, por lo que se excluyeron de los planos. Simultáneamente con la firma del contrato de arrendamiento, se creó la Metropolitan Square Corporation para supervisar la construcción.

### Arquitectos
En octubre de 1928, antes de que se finalizara el contrato de arrendamiento, Rockefeller comenzó a pedir recomendaciones para arquitectos. A finales de año, organizó un "simposio" de firmas de arquitectura para poder solicitar planos para el nuevo complejo. Invitó a siete firmas, seis de las cuales se especializaron en arquitectura Beaux Arts, y pidió a los destacados arquitectos John Russell Pope, Cass Gilbert y Milton B. Medary que jugó las propuestas. Rockefeller solicitó que todos los planos se presentaran antes de febrero de 1929, y los planos se presentaron en mayo de ese año. Todas las propuestas pedían espacio alquilable de 370 000 a 460 000 m², pero estos planes eran tan excéntricos que la junta los rechazó todos. Por el momento, se retuvo a Morris hasta que se pudiera encontrar un arquitecto más adecuado Sin embargo, a finales de 1928, Morris había sido despedido sin paga Finalmente le pagaron 50 000 dólares por sus contribuciones al proyecto, y muchas de sus ideas se incluyeron en el diseño final.
Rockefeller contrató a Todd, Robertson y Todd como los desarrolladores del sitio propuesto para la ópera; y, como resultado, Todd se retiró de la junta directiva de Metropolitan Square Corporation. En octubre de 1929, Todd nombró a Corbett, Harrison & MacMurray; Hood, Godley y Fouilhoux; y Reinhard & Hofmeister para diseñar los edificios. Trabajaron bajo el paraguas de "Arquitectos Asociados" para que ninguno de los edificios pudiera atribuirse a ninguna firma específica. El arquitecto principal y miembro más destacado de Associated Architects fue Raymond Hood, quien se volvería memorable por sus diseños creativos. Hood y Harvey Wiley Corbett fueron contratados como consultores. El equipo también incluía a Wallace Harrison, quien más tarde se convertiría en el arquitecto principal de la familia y consejero del hijo de John Rockefeller Jr., Nelson. Hood, Morris y Corbett fueron los consultores en "estilo arquitectónico y agrupamiento", aunque Morris estaba en proceso de ser despedido. Todd también contrató a L. Andrew Reinhard y Henry Hofmeister como arquitectos de alquiler o arrendatarios, para diseñar los planos del complejo, y que eran conocidos como los arquitectos asociados más pragmáticos. Hood, Corbett, Harrison, Reinhard y Hofmeister fueron generalmente considerados los principales arquitectos. Se comunicaron principalmente con Todd, Robertson y Todd, en lugar de con el propio Rockefeller.
Hugh Ferriss y John Wenrich fueron contratados como "renderizadores arquitectónicos", para producir dibujos de los edificios propuestos basados en los planos de Associated Architects. A Rene Paul Chambellan se le encargó esculpir los modelos de los edificios, y más tarde también crearía algunas de las obras de arte para el centro.

### Plan original y fracaso
La Metropolitan Opera se mostró reacia a comprometerse con el desarrollo y se negó a asumir los arrendamientos existentes hasta que estuvieran seguros de que tenían suficiente dinero para hacerlo. En enero de 1929, Cutting, pidió sin éxito ayuda a Rockefeller para comprar los arrendamientos. Dado que el Met no tendría fondos hasta después de que vendieran su edificio existente en abril, Heydt sugirió que Metropolitan Square Corporation comprara los arrendamientos en su lugar, en caso de que el Met finalmente no tuviera dinero para reubicarse. El Met consideró que el costo de la nueva ópera excedería con creces las ganancias potenciales. Querían vender sus instalaciones existentes y mudarse al nuevo teatro de ópera propuesto para 1931, lo que significaba que todos los contratos de arrendamiento existentes tendrían que resolverse para mayo de 1930. De lo contrario, el nuevo teatro de ópera no podría hipotecarse y Columbia recuperaría la posesión de la tierra, lo que sería una desventaja tanto para el Met como para Rockefeller.
En agosto de 1929, Rockefeller creó una holding para comprar la franja de tierra en la Sexta Avenida que aún no había alquilado, para poder construir un edificio más grande en el sitio y maximizar sus ganancias. La empresa se llamó Underel Holding Corporation porque el terreno en cuestión estaba ubicado debajo de Sixth Avenue Elevated.
En octubre de 1929, Todd anunció una nueva propuesta que difería mucho del plan original de Morris. Todd sugirió que los tres bloques del sitio se subdividieran en ocho lotes, con una "Plaza de la Ópera" en el medio del bloque central. El complejo contendría las instalaciones de Metropolitan Opera; un área comercial con dos edificios de 25 pisos; grandes almacenes; dos edificios de apartamentos; y dos hoteles, uno de 37 pisos y el otro de 35 pisos. El teatro de la ópera del Met se habría ubicado en el bloque central entre las calles 49 y 50 al este de la Sexta Avenida. El centro comercial se construiría alrededor de o al oeste del edificio de la ópera. Según una cuenta de The New York Times, las tiendas en el desarrollo Metropolitan Opera se distribuirían de una manera similar a la del centro comercial en la ciudad inglesa de Chester. 
El principal obstáculo para el plan fue la renuencia del Met a comprometerse con el desarrollo comprando arrendamientos a los inquilinos existentes y entregándolos a Columbia. Rockefeller podía perder 100 000 dólares por año (equivalentes a 1,2 millones de dólares de 2019) si alquilaba la nueva ópera. Todd había objetado que el teatro de la ópera sería una plaga en lugar de un beneficio para el vecindario, ya que estaría cerrado la mayor parte del tiempo. Tras la caída de la bolsa de 1929, se discutieron estas preocupaciones: la ópera ya no podía permitirse el lujo de moverse. En cambio, el Met le sugirió a Rockefeller financiar su reubicación comprando una participación a medias en el antiguo teatro de la ópera y el terreno debajo de este, pero él rechazó la oferta. El 6 de diciembre de 1929 los planes para la nueva ópera se abandonaron por completo.

## Nuevos planes

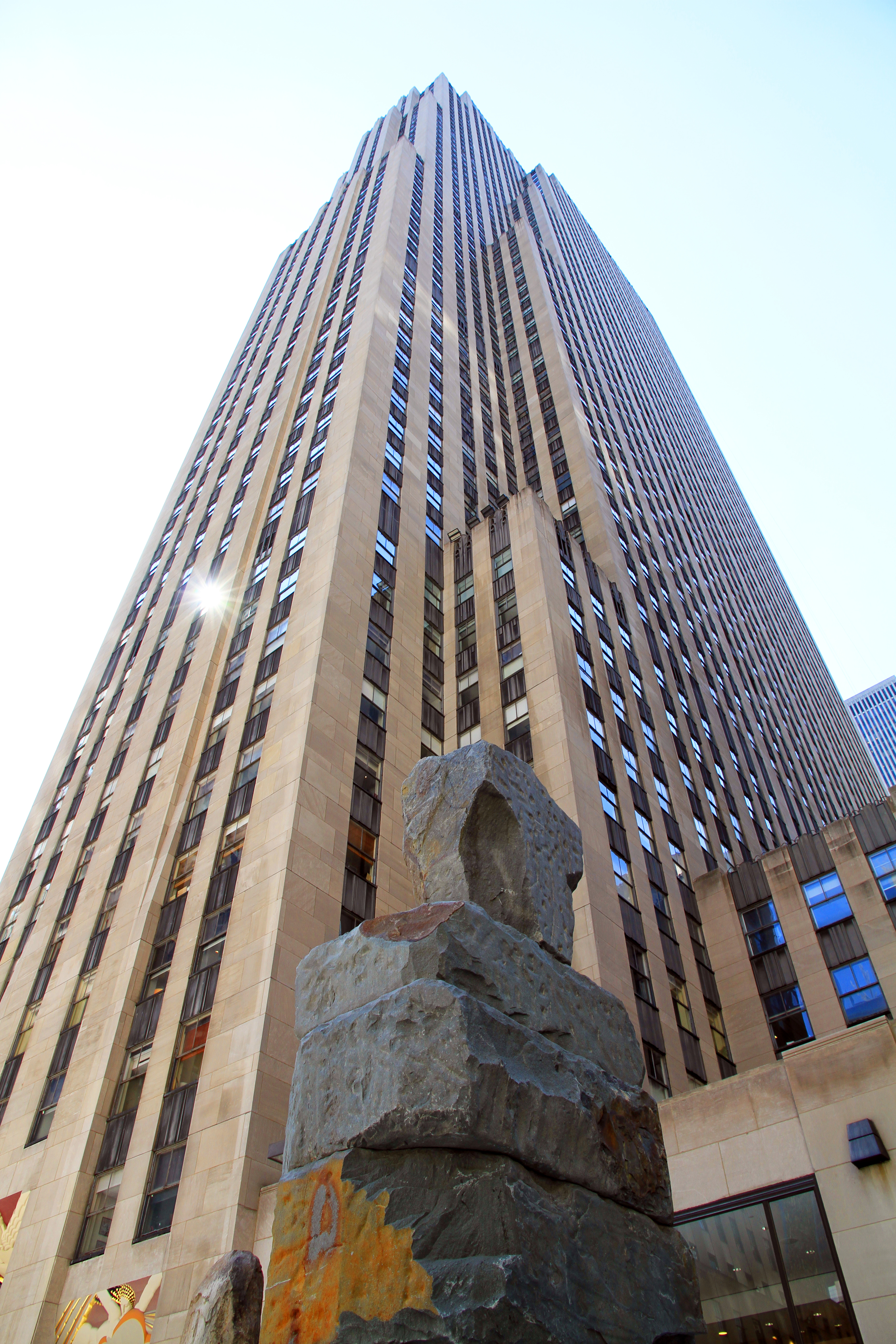
El antiguo RCA Building en 30 Rockefeller Plaza

Con el contrato de arrendamiento aún vigente, Rockefeller tuvo que idear rápidamente nuevos planes para que el sitio de Columbia de tres cuadras pudiera ser rentable. A Hood se le ocurrió negociar con Radio Corporation of America (RCA) y sus subsidiarias, National Broadcasting Company (NBC) y Radio-Keith-Orpheum (RKO), para construir un complejo de entretenimiento de medios masivos en el sitio. Esto se pudo lograr porque Wallace Harrison era un buen amigo de Julian Street, un reportero del Chicago Tribune cuya esposa era familiar de Edward Harden, quien a su vez un miembro de la junta directiva de la RCA. A pedido de Hood, Harrison organizó un almuerzo para contarle a Street la propuesta del complejo de los medios de comunicación. Harden, a su vez, describió la idea al fundador de RCA, Owen D. Young, quien estuvo dispuesto a aceptar la sugerencia. Resultó que Young, un viejo amigo de Rockefeller, había estado pensando en construir una "Radio City" (Ciudad Radio) para RCA durante varios años, incluso cuando la compañía ya estaba en el proceso de desarrollar un nuevo edificio en Lexington Avenue. Rockefeller declaró más tarde: "Estaba claro que solo había dos cursos abiertos para mí. Uno era abandonar todo el desarrollo. El otro seguir adelante con el conocimiento definitivo de que yo mismo tendría que construirlo y financiar solo".
En enero de 1930, Rockefeller le encargó a Raymond Fosdick, el futuro director de la Fundación Rockefeller, que programara una reunión con Young. El fundador de RCA se mostró entusiasmado y expresó su visión de un complejo que, según Daniel Okrent, contenía "un teatro de ópera, una sala de conciertos, un teatro de Shakespeare y tanto estudios de transmisión como espacio de oficina para RCA y sus empresas afiliadas". El presidente de la RCA, David Sarnoff, se unió a las negociaciones a principios de 1930. Sarnoff reconoció inmediatamente el potencial de Radio City para afectar a las incipientes industrias de radio y televisión. En mayo, RCA y sus afiliados habían llegado a un acuerdo con los gerentes del Rockefeller Center. RCA arrendaría 93 000 m² de espacio de estudio; obtendría los derechos de nombre para la torre más grande del desarrollo; y desarrollaría cuatro teatros, a un costo de 4,25 millones de dólares por año (equivalentes a 52,6 millones de dólares de 2019). A NBC se le aseguraron los derechos exclusivos de transmisión en el Rockefeller Center como parte del trato.

### Propuestas complejas de medios de RCA
En enero, Todd lanzó un nuevo plan llamado G-3. Al igual que la propuesta anterior de Metropolitan Opera, este plan subdividió el complejo en ocho bloques con una plaza en medio del bloque central. Era similar a su plan de octubre de 1929 para el Met, con un cambio importante: la ópera fue reemplazada por un edificio de 50 pisos. La torre de 50 pisos se incluyó porque su área de piso más grande proporcionaría grandes ganancias, y se eligió su ubicación central porque Todd creía que el centro del complejo era demasiado valioso para desperdiciarlo en edificios bajos. Edificios. Los planes para un nuevo edificio de la Ópera Metropolitana en el sitio aún se estaban elaborando, incluida una propuesta para colocar un edificio de oficinas sobre las instalaciones de la ópera. Sin embargo, esto se consideró cada vez más improbable debido a la renuencia del Met a trasladarse al complejo. Se consideró brevemente una propuesta para crear carreteras que cruzaran el complejo en diagonal, pero se abandonó porque implicaba el desmantelamiento de las calles de la ciudad, lo que solo se pudo hacer después de largas discusiones con los funcionarios de la ciudad. Plan G-3 se presentó a los gerentes de Metropolitan Square Corporation en febrero. En ese momento, Todd pensó que G-3 era la propuesta más viable para el complejo.
Otro plan llamado H-1 fue revelado en marzo de 1930, después de que Underel Corporation adquiriera el terreno cerca de la Sexta Avenida. Los arrendamientos de la tierra recién adquirida contenían estipulaciones específicas sobre cómo se utilizaría. Bajo esta nueva propuesta, habría facilidades para "televisión, música, radio, películas sonoras y obras de teatro". RCA planeó construir teatros en los bloques norte y sur cerca de la Sexta Avenida, con edificios de oficinas sobre los lados de la Sexta Avenida. Las entradas de los teatros se construirían hacia el oeste a lo largo de la Sexta Avenida y los auditorios se ubicarían al este, ya que el código de construcción de la ciudad prohibía la construcción de estructuras sobre los auditorios de los teatros. En este plan, se eliminó el carril de entrega, ya que se percibía como innecesario: los cines solo verían entregas ocasionales. El complejo también contendría tres edificios altos en el centro de cada bloque, incluido uno de 60 pisos en el bloque central para RCA (el actual 30 Rockefeller Plaza). Todd sugirió que esta gran torre se colocara en la Sexta Avenida porque la Sexta Avenida elevada reduciría el valor de cualquier otra propiedad en el extremo oeste del complejo. En la Quinta Avenida habría un pequeño edificio comercial de forma ovalada, cuyos pisos superiores estarían ocupados por las oficinas del Chase National Bank. Habría una plaza entre el edificio ovalado y el edificio de RCA, y un restaurante encima del primero. Se construiría una terminal de autobuses transcontinentales bajo tierra para atraer a los inquilinos que de otro modo podrían alquilar cerca de Penn Station o Grand Central.
El Plan H-1 fue aprobado en junio de 1930. A mediados de mes, The New York Times anunció los planes para el proyecto "Radio City" entre las calles 48 y 51 y la Quinta y Sexta avendas. Se dieron a conocer detalles adicionales: por ejemplo, la proyección de costo de 200 millones de dólares para los tres rascacielos (equivalentes a 2470 millones de dólares de 2019). Para proporcionar espacio para la plaza, se cubrirían las calles 49 y 50, y habría estructuras de estacionamiento tanto arriba como subterráneas, mientras que las calles adyacentes se ensancharían para acomodar el tráfico pesado. También se construirían cuatro teatros: dos pequeños para televisión, comedia y drama; uno más grande para películas; y otro aún más grande de vodevil. Según el plan, la demolición de las estructuras existentes comenzaría más adelante en el año, y el complejo estaría completo en 1933. Este plan no había sido revelado al público en general antes del anuncio, e incluso John Rockefeller Jr. se sorprendió por el costo estimado de 350 millones de dólares (equivalentes a 4330 millones de dólares de 2019), pues un proyecto privado de este tamaño no tenía precedentes.
Dado que Rockefeller había invertido grandes sumas en la bolsa, su riqueza se redujo drásticamente tras el crac de 1929. En septiembre de 1930, Rockefeller y Todd comenzaron a buscar financiación para construir los edificios; y en noviembre consiguieron un acuerdo tentativo con la Metropolitan Life Insurance Company. En marzo de 1931, este acuerdo se oficializó, y Metropolitan Life acordó prestar 65 millones de dólares (equivalentes a 800 millones de dólares de 2019) a la Rockefeller Center Development Corporation. El presidente de Metropolitan Life, Frederick H. Ecker, otorgó el dinero con dos condiciones: que ninguna otra entidad otorgaría un préstamo al complejo y que Rockefeller cofirmara el préstamo para que él fuera responsable de pagarlo si la corporación de desarrollo incumpliera. Rockefeller cubrió los gastos corrientes mediante la venta de acciones de la empresa petrolera. Otras estimaciones sitúan el costo de Radio City en 120 millones de dólares (equivalentes a 1480 millones de dólares de 2019) basado en el plan H-16, lanzado en agosto de 1930, o 116,3 millones de dólares (equivalentes a 1440 millones de dólares de 2019) sobre la base del plan F-18, publicado en noviembre de 1930.

#### Influencias del diseño

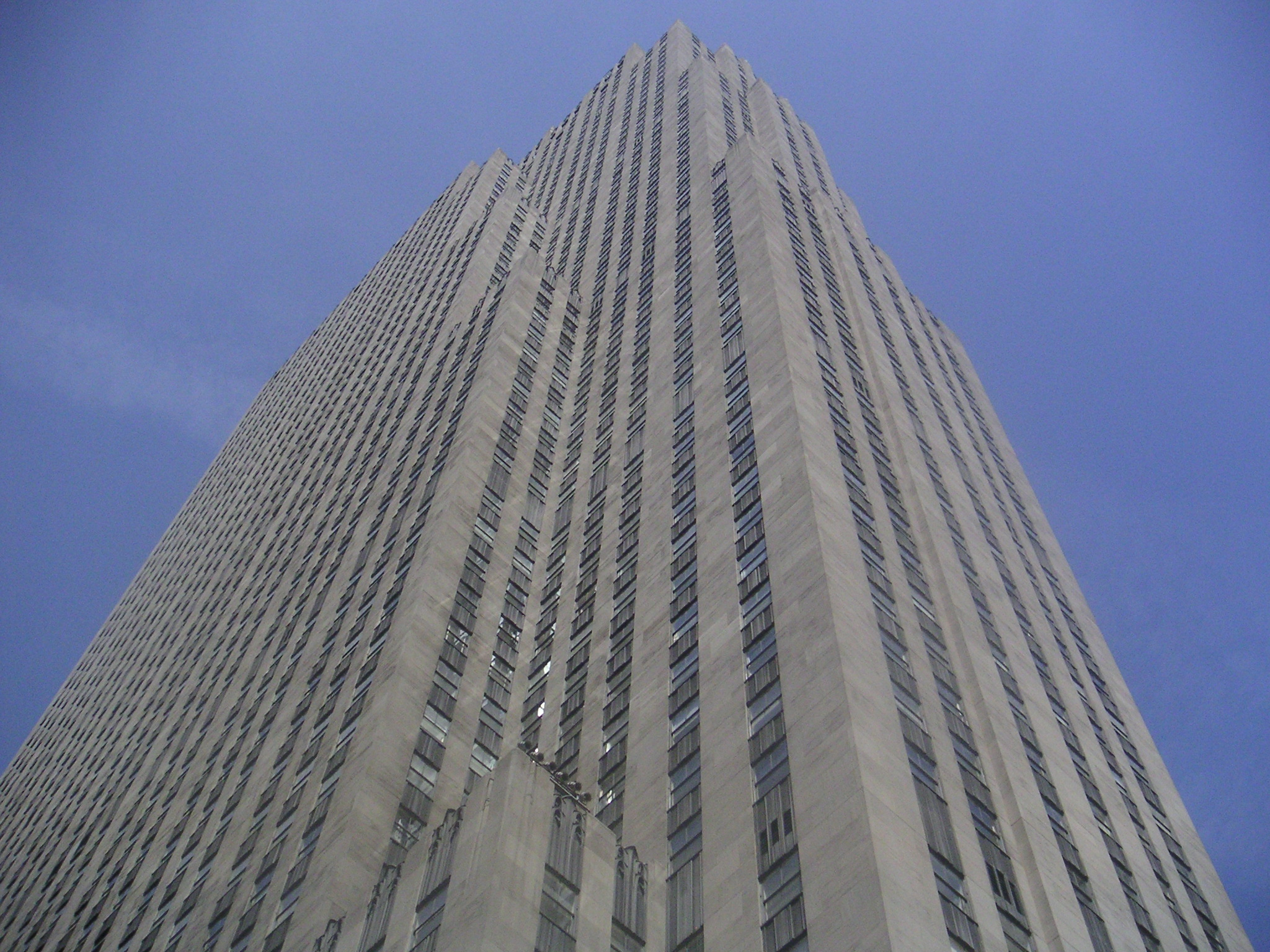
Retranqueos en el 30 Rockefeller Plaza, según lo especificado por la Ley de zonificación de 1916

El diseño del complejo se vio afectado en gran medida por la Ley de Zonificación de 1916, que restringió la altura a la que las paredes exteriores del lado de la calle de los edificios de Nueva York podían elevarse antes de que tuvieran que incorporar retranqueos. Aunque el RCA Building de 66 pisos estaba ubicado tan lejos de la calle que la legislación no lo afectaba, Hood incluyó retranqueos porque representaban "una sensación de futuro, un sentido de energía, un sentido de propósito ", según el experto en arquitectura Alan Balfour. Un cambio posterior a la resolución de zonificación en 1931, poco después de la apertura del Empire State Building, aumentó la velocidad máxima de los ascensores neoyorquinos de 210 m/min a 370 m/min, aparentemente como resultado del cabildeo de la familia Rockefeller. Esto permitió a los diseñadores del Rockefeller Center reducir el número de ascensores en los edificios del complejo, especialmente el RCA Building. Originalmente, se suponía que los estos serían instalados por Otis Elevator Company, pero Westinghouse Electric Corporation obtuvo el contrato después de aceptar mudarse al RCA Building. Esta resultó ser una decisión financieramente sólida para el Rockefeller Center, pues los ascensores de Westinghouse funcionaban mejor que los de Otis.
Hood y Corbett sugirieron algunos planes inusuales para los estándares de la época. Uno implicaba construir una gran pirámide que abarcaba los tres bloques; luego se redujo a una pequeña pirámide de tiendas comerciales, que evolucionó hasta convertirse en un edificio ovalado de tiendas comerciales. Otro plan incluía un sistema de rampas vehiculares y puentes a través del complejo. En julio de 1930, Hood y Corbett contemplaron la posibilidad de construir todo el complejo como una supermanzana conectada mediante paseos con el RCA Building. Esta sugerencia se descartó porque, al igual que con el plan de calles diagonales, habría implicado el desmantelamiento de calles. Finalmente, todos los planos se simplificaron en un diseño más tradicional, con losas rectangulares estrechas, apartadas de la calle, en todos los bloques. Hood creó una pauta de que todo el espacio de oficinas en el complejo no tendría más de 8,2 m desde una ventana, que era la distancia máxima a la que la luz solar podía penetrar directamente en el interior de un edificio en la latitud de Nueva York. En ese momento, los edificios de oficinas con aire acondicionado eran raros, y las oficinas iluminadas por el sol proporcionaban alojamientos cómodos, a diferencia de las oficinas de muchos edificios más antiguos, que eran oscuros y estrechos.

### Plan F-18
A finales de 1930 y principios de 1931, los planes se revisaron y simplificaron. En marzo de 1931 se anunció el Plan F-18, que pedía un Salón Internacional de Música (ahora Radio City Music Hall) y su edificio de oficinas de 31 pisos anexo para ocupar el más septentrional de los tres bloques, ubicado entre las calles 50 y 51. El RCA Building de 66 pisos y 253 m estaría ubicado en la mitad occidental del bloque central, entre las calles 49 y 50, y albergaría oficinas de RCA y NBC, así como estudios de transmisión. El complejo comercial de forma ovalada ocuparía la mitad este del bloque, con un jardín en la azotea. Un teatro de sonido operado por RKO estaría ubicado en la cuadra más al sur entre las calles 48 y 49. En el centro de Radio City habría una nueva calle privada de tres cuadras de largo entre las avenidas Quinta y Sexta, con una plaza cóncava en el punto medio. El complejo también incluiría espacio para una futura sede de la Ópera Metropolitana en la cuadra más al norte. También se agregó en este plan un centro comercial peatonal subterráneo, que estaría ubicado sobre la terminal de autobuses subterráneos. El complejo incluiría 28 000 ventanas y más de 125 000 t de acero estructural, según los constructores. Costaría 250 millones de dólares.
Por primera vez, se presentó al público una representación a escala del complejo propuesto. La representación fue muy criticada, algunos se mostraron en desacuerdo con los detalles o las dimensiones generales de la propuesta aún no confirmada, y otros criticaron la ubicación de los altos rascacielos alrededor de la plaza. Daniel Okrent escribe que "casi todo el mundo" odiaba los planes actualizados. El renombrado estudioso de la arquitectura Lewis Mumford se exilió en el norte del estado de Nueva York específicamente porque el "caos romántico, imprudente y débilmente concebido" de los planes para el Rockefeller Center había violado su sentido del estilo. El comentario de Mumford provocó una ola de críticas contundentes y negativas por parte de los ciudadanos privados; periódicos, como el New York Herald Tribune; y arquitectos, incluidos Frank Lloyd Wright y Ralph Adams Cram, cuyos estilos eran diametralmente opuestos entre sí. The New York Times tomó nota de la "condena universal" de la propuesta, y después de que los arquitectos del complejo cambiaron sus planes en respuesta a las críticas, el Times declaró: "Es alentador saber que los arquitectos y Los constructores de Radio City han sido conmovidos por las críticas públicas a sus planes". A pesar de la controversia sobre el diseño del complejo, Rockefeller contrató a Associated Architects para su proyecto.

#### Planos de jardines y edificios comerciales actualizados
El edificio comercial de forma ovalada en la Quinta Avenida entre las calles 49 y 50 fue criticado por no encajar con el resto de la arquitectura de la Quinta Avenida, y los críticos se refirieron al edificio propuesto como una "lata de aceite". El plan original había sido para dos edificios comerciales, pero se cambió a uno en respuesta a la solicitud del Chase National Bank de un solo edificio. Sin embargo, el edificio ovalado fue desguazado a principios de 1931, después de que Chase no pudiera obtener los derechos bancarios exclusivos en la ubicación del edificio. Un plan actualizado, F-19, restauró dos edificios comerciales más pequeños de 6 pisos en el sitio del edificio ovalado, y propuso una nueva torre de 40 pisos para un sitio cercano. Estos edificios no solo proporcionarían espacio comercial, sino que también encajarían con la arquitectura de la Quinta Avenida.
En el nuevo plan, una plaza central de forma ovalada estaría empotrada debajo del nivel del suelo, con plantas alrededor de una gran fuente central. Una amplia explanada plantada, entre las calles 50 y 51, conduciría a los peatones de la Quinta Avenida, al este, a la plaza y al RCA Building al oeste, con escalones que conducen a la plaza. El lado occidental de la plaza conduciría directamente al centro comercial peatonal subterráneo. Una réplica de las cataratas del Niágara ' Horseshoe Falls también se construiría sobre una piscina reflectante de 30 por 6 metros, mientras que la hiedra se plantaría en el exterior de algunos de los edificios. En una revisión del plan en junio de 1932, la forma de la plaza propuesta se cambió a un rectángulo y la fuente se trasladó a su costado occidental. El escultor Paul Manship fue entonces contratado para crear una escultura para colocar en la parte superior de la fuente; su estatua de bronce de Prometeo se instaló en el lugar en 1934.
Como concesión por la pérdida de los jardines de la azotea planificados para el edificio ovalado, Hood sugirió que todos los contratiempos del complejo debajo del piso 16 se cubrieran con jardines. Hood pensó que esta era la forma más barata de hacer que los edificios se vieran atractivos, con un costo estimado de 250 000 a 500 000 dólares (de 3,1 a 6,2 millones de dólares de 2019) que podría se pagaría solo si los jardines se convirtieran en jardines botánicos. Hood propuso un arreglo de tres niveles, inspirado en un plan similar de Le Corbusier. El nivel más bajo estaría al nivel del suelo; el nivel medio estaría sobre los techos bajos de los edificios comerciales y los reveses de los rascacielos; y el nivel más alto estaría en la parte superior de los rascacielos. Una actualización de marzo de 1932 a la propuesta del jardín en la azotea también incluyó dos puentes ornamentados que conectarían los tres bloques del complejo, aunque el plan del puente fue posteriormente descartado debido a su alto costo. En última instancia, solo se construirían siete jardines desconectados.
Dado que los inquilinos estadounidenses eran reacios a alquilar en los edificios comerciales, el gerente del Rockefeller Center, Hugh Robertson, anteriormente de Todd, Robertson y Todd, sugirió inquilinos extranjeros para los edificios. Mantuvieron conversaciones con posibles arrendatarios checos, alemanes, italianos y suecos que podrían ocupar los edificios de seis pisos de temática internacional en la Quinta Avenida, aunque se informó que holandeses, chinos, japoneses y rusos también consideraron arrendamientos . El primer edificio temático que se acordó fue el British Empire Building, el más al sur, que albergaría empresas gubernamentales y comerciales del Reino Unido. En febrero de 1932, los inquilinos franceses acordaron ocupar el edificio gemelo del British Empire Building al norte, La Maison Française. Se planearon una tienda departamental y un edificio de 30 pisos (luego cambiado a 45) para la cuadra al norte de los edificios gemelos, entre las calles 50 y 51, con la parte de los grandes almacenes frente a la Quinta Avenida. Un cambio de diseño "final" en ese bloque ocurrió en junio, cuando los grandes almacenes fueron reemplazados por las dos alas comerciales de la torre, que serían casi idénticas a los edificios comerciales gemelos al sur. Los dos nuevos edificios comerciales estaban conectados entre sí y con la torre principal mediante una galería se propusieron para servir a los intereses italianos, y posiblemente también alemanes, una vez finalizados.

#### Teatros
De los cuatro teatros incluidos en el planH-1, de marzo de 1930, la ciudad solo aprobó la construcción de dos; y así, sólo se construyeron estos dos teatros. Samuel "Roxy" Rothafel, un exitoso operador de teatro que era conocido por su dominio de la industria del teatro de la ciudad, unió al consejo asesor del centro en 1930. Ofreció para construir dos teatros: un gran "International Music Hall" de vodevil, en el bloque más al norte, con más de 6200 asientos; y la sala de cine "RKO Roxy" más pequeña de 3.500 asientos en la cuadra más al sur. La idea de estos teatros se inspiró en la fallida expansión de Roxy del Roxy Theatre de 5920 asientos en la calle 50, a una cuadra y media de distancia. Roxy también imaginó un paseo elevado entre los dos teatros, pero esto nunca se publicó en ninguno de los planos oficiales. Mientras tanto, persistieron las propuestas para una Ópera Metropolitana en el sitio. Los planes oficiales para una instalación al este de la RKO Roxy se presentaron en abril de 1932; la instalación de ópera proyectada para 4042 asientos contendría características como una explanada en el segundo piso que se extiende a lo largo de la calle 50. Sin embargo, el Met no pudo financiar tal movimiento, por lo que la nueva ópera propuesta fue relegada a un estado provisional.
En septiembre de 1931, un grupo de directores y arquitectos de la NBC realizó una gira por Europa para buscar artistas y ver diseños teatrales. Sin embargo, el grupo no encontró ningún detalle arquitectónico significativo que pudieran utilizar en los teatros de Radio City. En cualquier caso, el amigo de Roxy, Peter B. Clark, resultó tener diseños mucho más innovadores para los teatros propuestos que los europeos. El Music Hall fue diseñado por el arquitecto Edward Durell Stone y el diseñador de interiores Donald Deskey en estilo art déco. Eugene Schoen fue seleccionado para diseñar el RKO Roxy.

#### Centro comercial peatonal
En diciembre de 1931, Rockefeller Center Corporation presentó sus planes ampliados para el centro comercial peatonal subterráneo. Ahora incluiría una serie de túneles de transporte de personas, similar al metro del Capitolio de los Estados Unidos, Que uniría el complejo con ubicaciones como Grand Central Terminal y Penn Station. Una versión más pequeña y reducida del plan se presentó a la Junta de Estimaciones de la Ciudad de Nueva York en octubre de 1933. El plan incluía dos túneles vehiculares para llevar las calles 49 y 50 debajo de todo el complejo, así como un peatón subterráneo. centro comercial que conecta los edificios del complejo. Además, un sistema de pasos peatonales de 1,2 km se ubicaría a 10,4 m bajo tirra, y una plaza inferior hundida de 38 por 29 m se conectaría con el centro comercial a través de un amplio vestíbulo debajo del RCA Building. Los túneles vehiculares de ancho complejo no fueron construidos; en cambio, se construyó una rampa para camiones desde el nivel del suelo hasta las salas de partos subterráneas en la calle 50.

#### Avenida Metropolitana sin construir
En mayo de 1931 se presentó una revisión no cumplida del plan, cuando Benjamin Wistar Morris, el arquitecto de la propuesta original de la Ópera, propuso mejorar el pasaje privado del complejo en una "Avenida Metropolitana" pública, que iría desde las calles 42 a 59. La avenida rompería los 280 m de distancia entre las avenidas Quinta y Sexta, que era la brecha más larga entre dos avenidas numeradas en Manhattan. Esta no era una propuesta nueva, ya que el alcalde William Jay Gaynor había propuesto una avenida similar de las calles 34 a 59 en 1910, y el propio Wistar había propuesto la avenida en 1928 o 1929. Si construida, Metropolitan Avenue habría facilitado el tráfico a través del Rockefeller Center, de una manera similar a cómo Vanderbilt Avenue entre Madison y Park Avenues había ayudado al flujo de tráfico alrededor de la cercana Grand Central Terminal. Finalmente, solo se construyó el tramo entre las calles 48 y 51; ahora comprende Rockefeller Plaza, una calle peatonal.

### Programa de arte

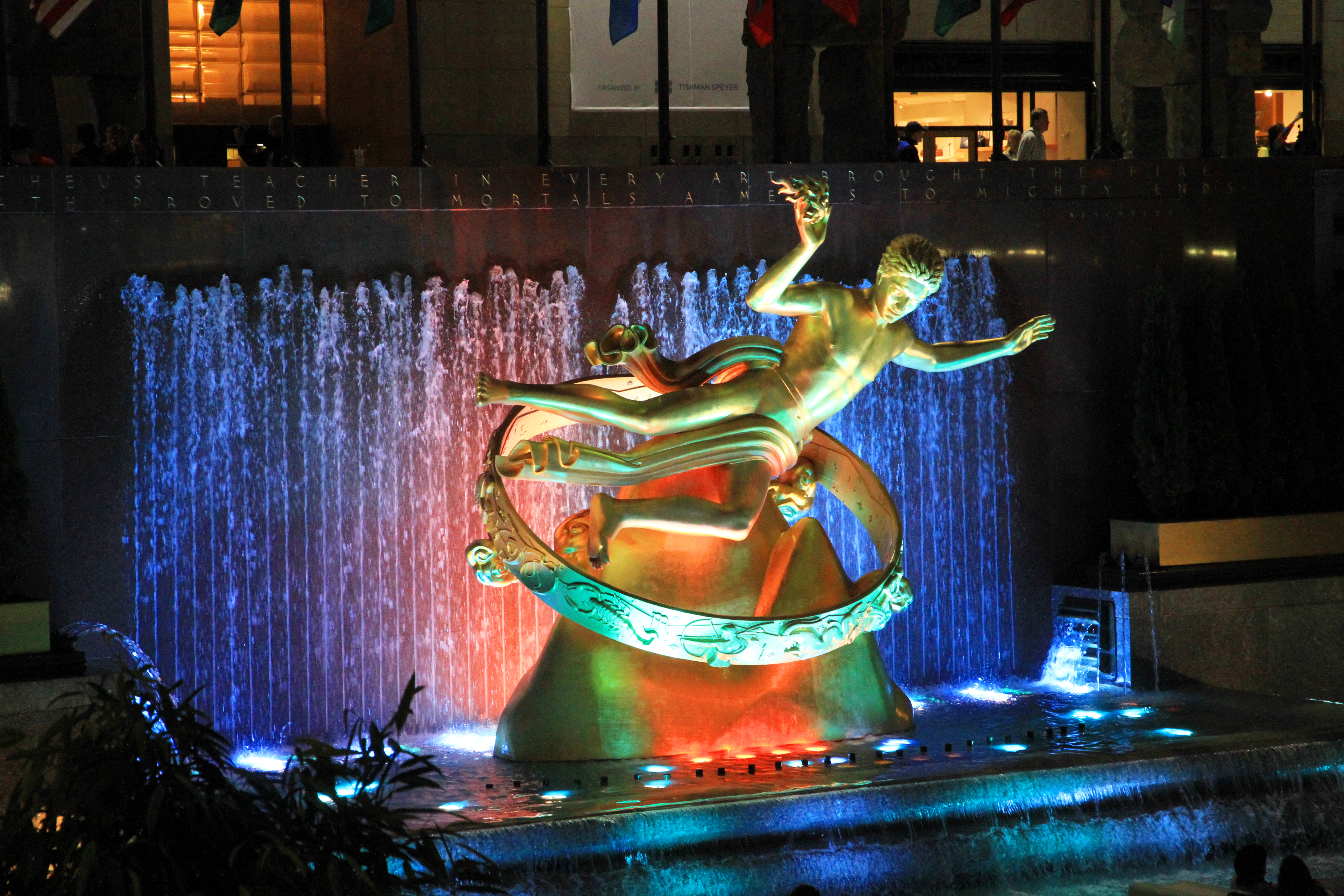
Prometeo, una de las obras creadas como parte del programa de arte del Rockefeller Center

Tanto Raymond Hood como John Todd creían que el centro necesitaba una mejora visual además de los jardines de la azotea. Inicialmente, Todd solo había planeado asignar unos 150 000 dólares para el programa de arte del edificio, pero Rockefeller quería obras de arte que tuvieran propósitos significativos en lugar de puramente estéticos. En noviembre de 1931, Todd sugirió la creación de un programa para colocar obras de arte distintivas dentro de cada uno de los edificios. Hartley Burr Alexander, un destacado profesor de mitología y simbología, recibió la tarea de planificar las instalaciones artísticas del complejo. Alexander presentó su plan para la obra de arte del sitio en diciembre de 1932. Como parte de la propuesta, el complejo contará con una variedad de esculturas, estatuas, murales, frisos, fuentes decorativas y mosaicos. Ampliando el plan de jardín con retranqueo de Hood, la propuesta de Alexander también incluía jardines en la azotea encima de todos los edificios, que crearían un "jardín babilónico" visto desde arriba.
Al principio, Alexander sugirió "Homo faber, Man the Maker" como el tema general del complejo, que representa la satisfacción con la ocupación de uno más que con el salario. Sin embargo, ese tema no fue particularmente bien recibido por los arquitectos, por lo que Alexander propuso otro tema, las "Nuevas fronteras"; este tema trató de las innovaciones sociales y científicas y representó los desafíos que enfrentó la humanidad "después de la conquista del mundo físico". En teoría, esto se consideraba un tema apropiado, pero Alexander había sido tan específico sobre los detalles de las obras de arte necesarias que limitaba la licencia creativa para cualquier artista que ejecutara tales obras. Alexander había creado un artículo de 32 páginas que explicaba exactamente lo que se necesitaba hacer para cada obra de arte, con algunos de los temas clave subrayados en mayúsculas, dando al artículo "un tono más marciano que humano", según Okrent. En marzo de 1932, Alexander fue despedido y reemplazado por un panel de cinco artistas. El panel estuvo de acuerdo con el tema actual, "La marcha de la civilización", pero en ese momento ya se había encargado parte del arte de los temas anteriores, incluidas las obras que Alexander había propuesto.
El proceso de encargar arte para el Rockefeller Center fue complicado. Los arquitectos de cada edificio sugerirían algunas obras de arte. Todd eliminaría todas las propuestas poco convencionales y Rockefeller tenía la última palabra en muchas de las obras. Había muchos lugares que necesitaban un encargo de arte, lo que impedía que cualquier estilo artístico específico dominara el complejo. Se contrató a especialistas de todo el mundo para el programa de arte: por ejemplo, Edward Trumbull coordinó los colores de las obras ubicadas dentro de los edificios, y Léon-Victor Solon hizo el mismo trabajo para las piezas exteriores.
Gaston Lachaise, un renombrado pintor de desnudos femeninos, ejecutó el encargo de seis bajorrelieves indiscutibles para el Rockefeller Center, cuatro en el frente de 1230 Avenue of the Americas (RCA Building West) y dos en la parte trasera del International Building. Las esculturas de Prometeo, Juventud y Doncella que Paul Manship había creado para el complejo estaban ubicadas en un lugar destacado en la plaza inferior del complejo. Barry Faulkner tenía solo un encargo para la totalidad del Rockefeller Center: un mural de mosaico ubicado sobre la entrada de 1230 Avenue of the Americas. Alfred Janniot también creó una sola obra para el Rockefeller Center, el panel de bronce fuera de la entrada de La Maison Francaise. Lee Lawrie fue, con mucho, el artista más prolífico del complejo, con 12 obras. La mayoría de los encargos de Lawrie eran pantallas de piedra caliza sobre las entradas principales de los edificios, pero también había creado dos de las obras de arte más conocidas del Rockefeller Center: la estatua de Atlas en el patio del International Building y el relieve Wisdom sobre la entrada principal del RCA Building. Ezra Winter, quien creó el mural "Quest for the Fountains of Eternal Youth" (En busca de las fuentes de la eterna juventud) en el vestíbulo del Radio City Music Hall, se adhirió en gran medida a las especificaciones originales de Alexander para el mural.
Una de las obras más controvertidas del centro fue creada por Diego Rivera, a quien Nelson Rockefeller había contratado para crear un fresco en color para los 99 m² muro en el vestíbulo del RCA Building. Su pintura, El Hombre en la encrucijada, se volvió controvertida, ya que contenía escenas del Primero de Mayo de Moscú y un retrato claro de Lenin, que no había sido aparente en los bocetos iniciales (ver Rockefeller Center § Man at the Crossroads.) Nelson emitió una advertencia por escrito a Rivera para que reemplazara la figura ofensiva con un rostro anónimo, pero Rivera se negó, por lo que a mediados de 1933, Rivera recibió un pago por su comisión y los trabajadores cubrieron el mural con papel. El fresco fue demolido por completo en febrero de 1934, y posteriormente fue reemplazado por el mural American Progress de Josep Maria Sert. Como resultado de la controversia El hombre en la encrucijada, Nelson redujo su participación en el arte del complejo y su padre comenzó a examinar todas las obras de arte encargadas a partir de entonces para el centro.
Una de las obras del escultor Attilio Piccirilli en el Rockefeller Center también sería impugnada, aunque no hasta después de que el complejo estuviera terminado. Había creado tallas en bajorrelieve sobre las entradas del Palazzo d'Italia y el International Building North. El relieve de Piccirilli en el Palazzo d'Italia fue retirado en 1941 porque los paneles fueron vistos como una celebración abierta del fascismo, pero se permitió que permanecieran sus paneles del International Building North.

### Cambio de nombre
Durante la planificación inicial, a menudo se hacía referencia al desarrollo como "Ciudad Radio". Antes del anuncio de que el desarrollo incluiría un complejo de medios de comunicación, también había otras denominaciones como "Rockefeller City" y "Metropolitan Square" (después de Metropolitan Square Corporation). Ivy Lee sugirió cambiar el nombre a "Rockefeller Center". John Rockefeller Jr. inicialmente no quería que el nombre de la familia Rockefeller se asociara con el proyecto comercial, pero fue persuadido con el argumento de que el nombre atraería a muchos más inquilinos. El nombre se cambió formalmente en diciembre de 1931. Rockefeller Jr. y The New York Times originalmente deletrearon el complejo como "Rockefeller Center", que era la forma británica de deletrear "Center". Después de consultar con el famoso lexicógrafo Frank H. Vizetelly, "Centre" se cambió a "Center". Con el tiempo, la denominación de "Radio City" pasó de describir todo el complejo a solo la sección occidental del complejo; y en 1937, solo el Radio City Music Hall contenía el nombre de "Radio City".

## Avance de la construcción
Según Daniel Okrent, la mayoría de las fuentes estimaron que durante la construcción se contrataron entre 40 000 y 60 000 personas. Una estimación de Raymond Fosdick, director de la Fundación Rockefeller, situó la cifra en 225 000 personas, incluidos los trabajadores que crearon materiales para el complejo en otros lugares. Cuando comenzó la construcción, la ciudad estaba sintiendo todos los efectos de la Depresión, con más de 750 000 personas desempleadas y el 64 % de todos los trabajadores de la construcción sin trabajo. En el pico de la Depresión a mediados de los años 1930, John Rockefeller Jr. fue elogiado como creador de empleos y "patriota" por impulsar la economía de la ciudad con el proyecto de construcción. Rockefeller hizo un esfuerzo por formar relaciones amistosas con los trabajadores del Rockefeller Center. Incluso cuando Rockefeller tuvo que reducir los salarios de sus trabajadores sindicales, fue elogiado por no reducir los salarios tan severamente como lo hicieron otras empresas de construcción, muchas de las cuales estaban pasando apuros o en quiebra. En ese momento, el complejo era el proyecto de construcción privado más grande jamás realizado. Carol Herselle Krinsky, en su libro de 1978, describe el centro como "el único gran proyecto de construcción permanente privado planeado y ejecutado entre el comienzo de la Depresión y el final de la Segunda Guerra Mundial".

### Adquisición y desmonte de tierras
Para el proyecto, se demolieron 228 edificios en el sitio y se reubicaron unos 4000 inquilinos, con un valor agregado estimado de la propiedad superior a 7 mil millones de dólares (equivalentes a 87 000 millones de dólares de 2019). Rockefeller logró esto comprando arrendamientos existentes de los inquilinos. En enero de 1929, William A. White & Sons fue contratado para llevar a cabo los procedimientos de desalojo. Trabajaron con el bufete de abogados Murray, Aldrich & Webb para entregar cheques a los inquilinos a cambio de propiedades, a veces por más de 1 millón de dólares. El área estaba ocupada principalmente por bares clandestinos ilegales, ya que la Era de la Prohibición había prohibido todas las ventas de bebidas alcohólicas. Aunque los más tenues de estos bares clandestinos se trasladaron rápidamente a otro lugar ante la mera mención de procedimientos formales de desalojo, otros inquilinos, incluidos algunos de los burdeles, fueron más difíciles de desalojar. Muchos inquilinos solo se mudaron bajo ciertas condiciones; y en un caso, las firmas adquirieron un contrato de arrendamiento de la propiedad del jugador Arnold Rothstein, quien fue asesinado dos meses antes de que lo desalojaran por la fuerza de su edificio Upper Estate en enero de 1929. Comenzó la demolición de las estructuras. a principios de 1930, y todos los arrendamientos de los edificios se habían comprado en agosto de 1931.
Luego, los gerentes del centro se dispusieron a adquirir los lotes restantes a lo largo de la Sexta Avenida y en la esquina sureste del sitio, para poder crear un complejo más grande, lo que llevó a la formación de la Corporación Underel. Las negociaciones por las propiedades de Sixth Avenue fueron realizadas por diferentes corredores y bufetes de abogados para ocultar la participación de la familia Rockefeller en las adquisiciones de Underel Corporation. Aun así, hubo varios inquilinos a lo largo de la Sexta Avenida que inicialmente se negaron a ceder sus edificios. En total, Charles Heydt gastó 10 millones de dólares (equivalentes a 120 millones de 2019) en la adquisición de las parcelas de la Sexta Avenida, en comparación con los 6 millones (equivalentes a 74 millones de 2019) presupuestados para la tarea.
Los inquilinos de dos propiedades de la Sexta Avenida finalmente pudieron quedarse. Un arrendatario, que ocupaba una parcela en la esquina sureste de Sixth Avenue y 50th Street, nunca recibió una oferta de venta debido a un malentendido. Los dueños de la otra parcela, ubicada en la esquina noreste de la Sexta Avenida con la Calle 49, exigieron un precio exorbitante por su propiedad. Rockefeller Plaza finalmente se construyó alrededor de ambas parcelas.
En la esquina sureste del sitio, varios propietarios también se negaron a vender. La Universidad de Columbia estaba dispuesta a otorgar a Rockefeller Center Inc. el control de todos los arrendamientos en el antiguo Upper Estate que ya no estaban en manos de un tercero. Sin embargo, William Nelson Cromwell, un destacado abogado y exalumno de Columbia, que era dueño de tres casas adosadas adyacentes en 10-14 West 49th Street, no se mudaría de su casa cuando expiró su contrato de arrendamiento en 1927. El desacuerdo continuó. hasta 1936, tiempo durante el cual Cromwell se negó a pagar el alquiler en 14 West 49th Street, mientras que Rockefeller Center Inc. retuvo 400 000 dólares de los pagos de alquiler de Cromwell a Columbia. Rockefeller Center Inc. más tarde compraría 8 West 49th, encajonando así la tierra de Cromwell entre las dos parcelas del Rockefeller Center. La compañía permitió que Robert Walton Goelet mantuviera el lote vecino en 2–6 West 49th Street porque la compañía consideró que su "interés y preocupación" era una "gran preocupación". Sin embargo, no pudo desarrollar el terreno porque Cromwell controlaba una servidumbre sobre parte del terreno de Goelet, y los lotes en 2–6 West 49th Street se desarrollarían en 1932 como un edificio comercial llamado 608 Fifth Avenue. La Iglesia de San Nicolás, ubicada en la calle 48 detrás del lote de Goelet, también se negó a vender su propiedad a pesar de una oferta de hasta 7 millones de dólares por la parcela.

### Finales de 1931: inicio de la construcción
La excavación del lado de la parcela de la Sexta Avenida comenzó a fines de julio de 1931, comenzando un período de excavación de siete años durante el cual 425 000 m³ del esquisto de Manhattan subyacente se eliminaría del sitio. A finales de 1931, los bloques vacíos eran pozos de hasta 24,4 m, con algunos edificios todavía en pie en los bordes de cada bloque. Las calles 49 y 50 se parecían a "calzadas que rozaban la superficie de un lago". Se erigió una oficina de campo para el proyecto en la Quinta Avenida. Sirvió como sede de los principales contratistas de la construcción, Todd & Brown, que estaba compuesto por el hijo de John Todd, Webster, así como por Joseph O. Brown. Brown participó especialmente en la eliminación de costes innecesarios y en la selección de empresas para los suministros.
Los diseños para el RCA Building y el International Music Hall, al norte, se enviaron al Departamento de Edificios de Nueva York en agosto de 1931, y ambos edificios Los contratos para el music hall y el edificio de 66 pisos Los rascacielos fueron adjudicados dos meses después. En última instancia, los gerentes del proyecto enviarían 1860 contratos al Departamento de Edificios. La construcción del Rockefeller Center progresó rápidamente; en octubre de 1931, se había completado el sesenta por ciento de la excavación y se habían otorgado los primeros contratos para los edificios. Los cimientos se habían excavado hasta 15,2 m bajo tierra, y el primero de los 86 pilares del RCA Building, descendiendo un máximo de 26,2 m, se había establecido. De las casas de piedra rojiza en el sitio, 177 habían sido demolidas para ese mes de octubre, con la mayoría de los edificios restantes ubicados cerca de las avenidas. trabajo en el nuevo Roxy Theatre, al sur del RCA Building, comenzó en noviembre.
Los arquitectos querían un color uniforme para las fachadas de los 14 nuevos edificios. Con ese fin, Raymond Hood, en diciembre de 1931, adjudicó un contrato para la piedra caliza de Indiana que conformaría las fachadas. En ese momento, era el pedido de piedra más grande de la historia, con alrededor de 396 435 m³ de piedra caliza que se envía. Los gerentes del Rockefeller Center también ordenaron 154 000 t de acero estructural, el mayor pedido de este tipo en la historia, que costó una octava parte del costo total de construcción proyectado de 250 millones de dólares. El pedido de acero implicó una guerra de ofertas entre Bethlehem Steel y US Steel. El pedido finalmente fue a US Steel, proporcionando 8000 puestos de trabajo para sus trabajadores, pero resultó en una pérdida financiera, ya que la guerra de ofertas resultó en un precio demasiado bajo para cubrir el costo de fabricación del acero. Rockefeller Center también requirió casi 23 93 077 m² de vidrio para sus ventanas, 25 000 puertas y 1415 m³ de granito.
Como resultado de la Depresión, los costos de construcción fueron más bajos de lo proyectado. Aunque el préstamo de Metropolitan Life de 126 millones de dólares se mantuvo igual, el costo final de los primeros diez edificios llegó a 102 millones (equivalentes a 1 500 millones de 2019) para cuando estas estructuras se completaron en 1935. Todd usó el excedente para instalar características adicionales en los edificios, como tuberías de servicios públicos más anchas de lo normal, una caldera subterránea para el complejo en caso de que el sistema de vapor no funcionaba bien y las fachadas de piedra caliza del complejo. Incluso instaló rociadores en el exterior de los edificios comerciales de la Quinta Avenida en caso de que tuvieran que convertirse en fábricas, ya que en ese momento se requerían rociadores en los edificios industriales. Sin embargo, no todos los efectos fueron positivos: el auge de la construcción de finales de los años 1920 y principios de la de 1930 casi había duplicado la cantidad total de bienes raíces en Manhattan, y la construcción del Rockefeller Center y el Empire State Building aumentaría la cantidad de espacio en otro 56 %. Como resultado, había mucho espacio vacante infravalorado. Después de la quiebra de RKO en 1931, Sarnoff convenció a John Rockefeller Jr. de comprar acciones ordinarias de RKO y acciones preferentes de RCA por un valor total de 4 millones de dólares (equivalentes a 48 millones de 2019), a cambio de que RCA redujera su arrendamiento en 46 451 m².

### 1932-1933
El trabajo en la estructura de acero del RCA Building comenzó en marzo de 1932. Mientras tanto, los gobiernos británico y francés ya habían acordado ocupar los dos primeros edificios de temática internacional, y John Rockefeller Jr. empezó a contratar inquilinos de los respectivos países. La piedra angular del British Empire Building se puso en junio, cuando Francis Hopwood colocó la primera piedra simbólica en una ceremonia. Para entonces se habían logrado avances significativos en los teatros: se había completado la mampostería de RKO Roxy y la fachada de piedra caliza y granito estaba casi lista para ser instalada, mientras que la estructura de acero del Music Hall estaba terminada. En septiembre, ambos teatros estaban casi terminados, al igual que el RCA Building, cuya estructura de acero llegaba hasta el piso 64. Ese mes también vio la apertura del RKO Building, la primera estructura en el complejo que se abrió. El acero estructural del British Empire Building comenzó a construirse en octubre.
El Music Hall fue el segundo sitio en abrir, el 27 de diciembre de 1932, aunque había alcanzado su punto máximo en agosto. Esto fue seguido por la apertura de RKO Roxy dos días después. Roxy originalmente tenía la intención de usar el Music Hall como un teatro de vodevil, pero la apertura del Music Hall fue ampliamente considerada como un fracaso, y ambos teatros terminaron siendo utilizado para películas y artes escénicas. El Roxy Theatre de Radio City tuvo que ser rebautizado como Center Theatre en mayo de 1933 después de una demanda de William Fox, propietario del Roxy Theatre original en la calle 50. El fracaso del teatro de vodevil terminó arruinando la empresa de Roxy, y se vio obligado a renunciar a la dirección del centro en enero de 1934.
La piedra angular de La Maison Francaise fue colocada el 29 de abril de 1933 por el ex primer ministro francés Édouard Herriot. El British Empire Building abrió menos de una semana después. El RCA Building estaba programado para estar abierto el 1 de mayo, pero se retrasó debido a la controversia sobre el mural El hombre en la encrucijada en el vestíbulo. En julio de 1933, los gerentes abrieron una plataforma de observación en el piso 70 en lo alto del RCA Building, Fue un gran éxito: la plataforma de observación de 40 centavos por cabeza recibió 1.300 visitantes diarios a fines de 1935.
El trabajo en los jardines de la azotea comenzó en octubre de 1933, y La Maison Francaise abrió el mismo mes. En diciembre de 1933, los trabajadores erigieron el famoso árbol de Navidad del complejo en el centro de la plaza por primera vez. Desde entonces, ha sido una tradición anual exhibir un gran árbol de Navidad en la plaza entre noviembre y enero.
Simultáneamente, la ciudad construyó la parte de la cancelada "Metropolitan Avenue" que atravesaba el Rockefeller Center. Se proyectaba que la nueva calle, llamada "Rockefeller Plaza", transportara un estimado de 7,000 vehículos por día en el momento de su apertura. El primer segmento, entre las calles 49 y 50, se inauguró en 1933, y una extensión al norte se abrió en 1934. La nueva calle medía más de 18,3 m de ancho y corría 220 m través del complejo, con cuatro niveles vehiculares.

### Publicidad y arrendamiento
Desde 1931 hasta 1944, Rockefeller Center Inc. empleó a Merle Crowell, ex editora de American Magazine, como publicista del complejo. Su primer comunicado de prensa, publicado el 25 de julio de 1931, exaltó al Rockefeller Center como "el proyecto de construcción más grande jamás realizado por capital privado". A partir de entonces, Crowell suplantó a Ivy Lee como gerente de publicidad oficial del complejo, y sus versiones posteriores emplearon una variedad de superlativos, cantidades masivas de estadísticas y cálculos, y alguna que otra hipérbole. Crowell publicaba muchos comunicados de prensa nuevos todos los días y, a mediados de la construcción del complejo en 1935, también comenzó a organizar apariciones de celebridades, noticias y exhibiciones en el Rockefeller Center. El objetivo era que el Rockefeller Center acomodara a 34 500 trabajadores y 180 700 visitantes diarios una vez que estuviera terminado.
Rockefeller contrató a Hugh Sterling Robertson para solicitar inquilinos y asegurar contratos de arrendamiento. Fue difícil arrendar el complejo a raíz de la Gran Depresión, pero Robertson logró identificar a 1700 inquilinos potenciales y había mantenido reuniones con 1200 de ellos a fines de 1933. Rockefeller y sus socios también estaban capaz de atraer a algunos inquilinos prominentes al centro. La Standard Oil Company de la familia Rockefeller se trasladó al RCA Building en 1934. Durante los dos años siguientes, varias otras importantes empresas petroleras hicieron lo mismo y tomaron contratos de arrendamiento en edificios de Midtown, incluidos Sinclair Oil y Royal Dutch Shell, que se mudó al Rockefeller Center. El Departamento de Correos de los Estados Unidos abrió una instalación en el complejo a principios de 1934, y más tarde alquilaría un espacio en el Interantional Building aún incompleto. El Museo de Ciencia e Industria de Nueva York alquiló parte del espacio menos buscado en los pisos inferiores del RCA Building después de que Nelson Rockefeller se convirtiera en administrador del museo a fines de 1935. Westinghouse se mudó a los pisos 14 al 17 del edificio. RCA Building.
Sin embargo, los gerentes del Rockefeller Center tuvieron dificultades para arrendar los edificios con una ocupación superior al 60 % durante los primeros años de su existencia, que coincidieron con la mitad de la Depresión. La familia Rockefeller se mudó a varios pisos y suites en el mismo edificio para dar a los posibles inquilinos la impresión de estar ocupados. En particular, la oficina de la familia ocupaba todo el piso 56, mientras que la Fundación Rockefeller de la familia ocupaba todo el piso de abajo, y otras dos organizaciones apoyadas por los Rockefeller también se mudaron al edificio. Debido a que la plaza central hundida fue alquilada principalmente por tiendas de lujo, los gerentes del complejo abrieron un restaurante al aire libre en la plaza a principios de 1934 para atraer a otros clientes. La voluntad del complejo de obtener arrendamientos a casi cualquier costo tuvo sus propias repercusiones. En enero de 1934, August Heckscher presentó una demanda de 10 000 000 de dólares contra el Rockefeller Center Inc. por convencer a los inquilinos de que abandonaran sus contratos de arrendamiento en curso dentro de sus propiedades para aceptar arrendamientos más baratos en el Rockefeller Center. La demanda se estancó en los tribunales hasta la muerte de Heckscher en 1941, cuando fue desestimada.

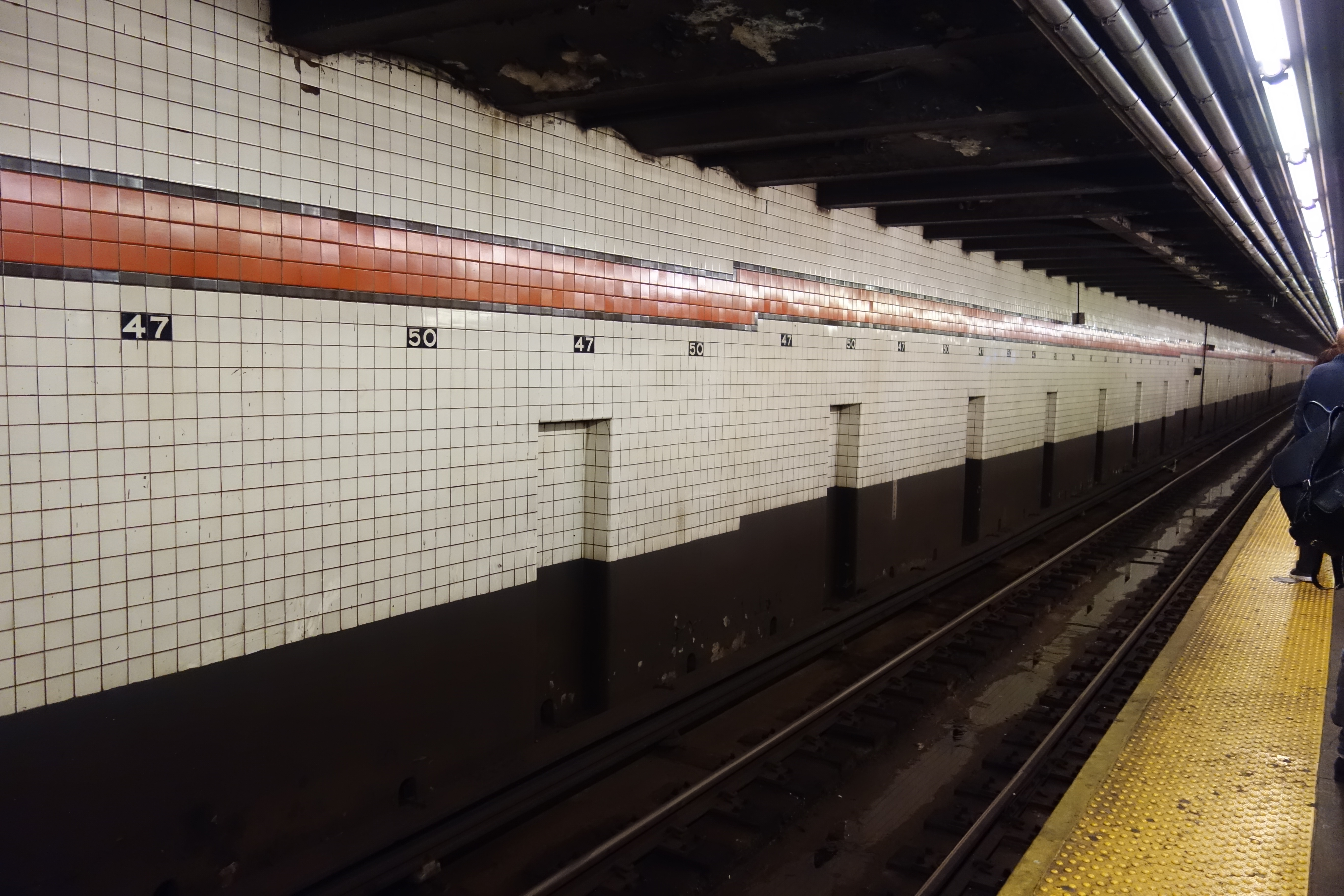
La estación 47th – 50th Streets – Rockefeller Center, construida por el Independent Subway System (IND) en la Sexta Avenida

Los gerentes de Rockefeller Center Inc. también querían que el complejo tuviera un transporte público cercano y conveniente para atraer a posibles arrendatarios. El Sistema de Metro Independiente (IND), operado por la ciudad, había abierto una estación de metro en la Quinta Avenida y la Calle 53 en 1933, atrayendo a trabajadores de Queens. Los gerentes, al ver el éxito de los distritos comerciales alrededor de Penn Station y Grand Central, propusieron una gran terminal ferroviaria para trenes desde el condado de Bergen, Nueva Jersey, para que los trabajadores del norte de Nueva Jersey se sintieran atraídos por el complejo. Aunque los gerentes decidieron una posible ubicación para la terminal en la calle 50, este plan no funcionó porque el metro IND todavía no tenía paradas en el complejo en sí. Luego, los consultores ofrecieron un servicio de transporte subterráneo debajo de la calle 50 que se conectaría con la estación de metro IND en la Octava Avenida, o una línea de ferrocarril que conectaba con la estación Penn y Grand Central. Este plan no funcionó porque la ciudad no estaba interesada en construir la nueva línea ferroviaria. El plan se abandonó formalmente en 1934, pero las propuestas de ideas similares persistieron hasta 1939. La ciudad también tenía planes para construir una línea debajo de la Sexta Avenida para suplantar el ferrocarril elevado allí, pero no inició la construcción en el metro de la Sexta Avenida hasta 1936. Dado que el IND estaría construyendo una estación en las calles 47 y 50, cerca del complejo, los gerentes del Rockefeller Center también deseaban construir sus propias conexiones a Penn Station y Grand Central usando los túneles del metro que estaban siendo construidos. Sin embargo, esta propuesta fue rechazada porque requeriría una amplia rezonificación del área residencial circundante.
También se imaginó una extensión de Rockefeller Plaza hacia el norte hasta los Rockefeller Apartments en la cale 53 a principios de 1934, con los gerentes del Rockefeller Center, entre octubre de 1934 y finales de 1937, adquiriendo terreno para la calle propuesta. Rockefeller condenó legalmente algunos de los edificios que adquirió para la expansión planificada de la calle. La calle nunca se amplió por varias razones.

### 1934-1936
Para julio de 1934, el complejo había alquilado el 80 % del espacio disponible en los seis edificios que ya estaban abiertos. La gran estatua de Prometeo de la plaza inferior se había instalado en enero de ese año. Las rampas de entrega subterráneas del complejo, ubicadas en la calle 50 bajo el actual edificio de Associated Press, se completaron en mayo. Las rampas, un vestigio de los túneles originalmente planeados para las calles 49 y 50, recorrieron 10,4 m bajo tierra y se extiende por 137 m. A finales de año, Wallace Harrison era el arquitecto principal; Andrew Reinhard estaba a cargo de los planos de planta para inquilinos; y Henry Hofmeister se encargó de planificar la ubicación de los servicios públicos y el marco estructural de los edificios restantes sin construir. Raymond Hood había muerto, mientras que Harvey Corbett se había trasladado a otros proyectos. Frederick A. Godley y J. André Fouilhoux de Hood, Godley & Fouilhoux, así como William H. MacMurray de Corbett, Harrison & MacMurray, nunca tuvieron mucho que ver con el desarrollo del Rockefeller Center.
En mayo de 1934, se presentaron oficialmente los planos para los dos edificios restantes de temática internacional, así como para el más grande de 38 pisos y 156 m nternational Building en 45 Rockefeller Center. El trabajo en los edificios comenzó en septiembre de 1934. El más al sur de los edificios comerciales fue apodado "Palazzo d'Italia" y debía servir a los intereses italianos. Más tarde, el gobierno italiano renegó de su patrocinio del edificio, y la tarea de encontrar inquilinos fue para las empresas italoestadounidenses. El pequeño edificio más al norte se propuso originalmente para la ocupación alemana bajo el nombre de "Deutsches Haus" antes del ascenso al poder de Adolf Hitler en 1932. Rockefeller descartó esto en septiembre de 1933, después de ser advertido de la marcha nazi de Hitler hacia el totalitarismo. Rusia también había iniciado negociaciones para arrendar el edificio final en 1934; pero en 1935, los rusos ya no buscaban activamente un contrato de arrendamiento. Sin un inquilino definido para el otro edificio, los gerentes del Rockefeller Center redujeron los edificios propuestos de nueve pisos a seis pisos, ampliaron y realinearon el edificio principal de un eje norte-sur a un eje oeste-este, y reemplazaron la galería propuesta entre los dos edificios comerciales con una expansión del vestíbulo del Interantional Building. El sitio de oficinas vacío se convirtió así en "International Building North", alquilado por varios inquilinos internacionales. En abril de 1935, los desarrolladores abrieron el Interantional Building y sus dos alas, que se habían construido en un récord de 136 días, desde la primera piedra hasta su finalización. Aparte de la controversia evitada con los posibles inquilinos alemanes, el complejo de temática internacional fue visto como un símbolo de solidaridad durante el período de entreguerras, cuando los Estados Unidos ingresaron en la Liga de Naciones. fue obstruido por aislacionistas estadounidenses.
A fines de abril de 1935, los "Jardines de las Naciones" en el techo del piso 11 del RCA Building estaban completos. Al abrirse, su colección de flora exótica atrajo a muchos visitantes, y se convirtió en el jardín más popular del Rockefeller Center. Sin embargo, esta novedad pronto se desvaneció, y los jardines comenzaron a tener un déficit de 45 000 dólares por año en 1937 (equivalentes a 672 000 dólares de 2019) debido al gasto masivo involucrado en izar plantas, árboles y agua al tejados, así como el desinterés de los turistas. jardines en los techos de los dos teatros también se instalarían en 1937, pero no estaban abiertos al público.
El centro comercial subterráneo y el sistema de rampas, que conecta las tres cuadras entre las calles 48 y 51, se terminó a principios de mayo. En el momento de la apertura del centro comercial, 22 de los 25 espacios comerciales se habían alquilado, y tres edificios más estaban listos para ser ocupados ese mes. El vestíbulo subterráneo contenía una oficina de correos, teléfonos públicos y varios baños públicos. El complejo estaba comenzando a atraer grandes multitudes de visitantes, especialmente al Radio City Music Hall o uno de los otros espacios de exhibición y actuación. A pesar de este aparente éxito frente a la Depresión, se consideró que la construcción estaba retrasada: todos los edificios se habían programado originalmente para completarse a mediados de 1935, pero las partes centrales de los bloques norte y sur aún estaban sin desarrollar.
Alrededor de este tiempo, los gerentes del Rockefeller Center estaban vendiendo los lotes para su fallida extensión de Rockefeller Plaza. En enero de 1935, el alcalde recién elegido Fiorello H. La Guardia propuso que se construyera un Centro de Arte Municipal en o cerca del complejo Rockefeller. Habría contenido el Museo de Arte Moderno; la Colección Guggenheim; un museo de disfraces; o instalaciones de radiodifusión para Columbia Broadcasting System (CBS). Inicialmente, se suponía que el proyecto se ubicaría en Central Park. Sin embargo, debido a desafíos legales, el sitio para el centro de arte planeado se trasladó varias cuadras al sur a un sitio entre las calles 51 y 53 entre las avenidas Quinta y Sexta, inmediatamente al norte del Rockefeller Center. En octubre de 1936, el Museo de Arte Moderno adquirió un sitio en la calle 53, al otro lado de la calle del sitio del Centro de Arte Municipal. Se discutieron varios planes para un centro de arte, pero ninguno se ejecutó debido a las mismas complicaciones que sucedieron con la extensión abortada de Rockefeller Plaza.
También en 1935, se presentaron planos para una extensión occidental de 16 pisos del RCA Building, hecha del mismo material pero con amplios enlaces al sistema de túneles peatonales y una entrada elaborada desde la estación IND en construcción en las calles 47 y 50. La conexión del metro comenzó a construirse en 1936 pero no se abriría hasta 1940. Hasta que se abrió la conexión del metro, el centro comercial subterráneo era una elaborada catacumba con un callejón sin salida por todos lados. El espacio comercial en la plaza inferior no era rentable porque las tiendas en la plaza estaban ocultas debajo del resto de los edificios y detrás de la estatua de Prometeo, lo que dificultaba el acceso de los turistas a las tiendas. Para 1935, había diez veces más trabajadores que ingresaban al RCA Building todos los días que visitantes a la plaza inferior. Después de varias sugerencias rechazadas para embellecer la plaza, los gerentes finalmente decidieron construir la pista en el Rockefeller Center por 2 000 dólares después de que Nelson Rockefeller descubrió que se había inventado un nuevo sistema que permitía el patinaje sobre hielo artificial al aire libre, permitiendo él para llevar el pasatiempo a Midtown Manhattan. La nueva pista se inauguró en la Navidad de 1936. Esta se pensó originalmente como una medida "temporal", pero se hizo popular, por lo que se mantuvo.

## Finalización

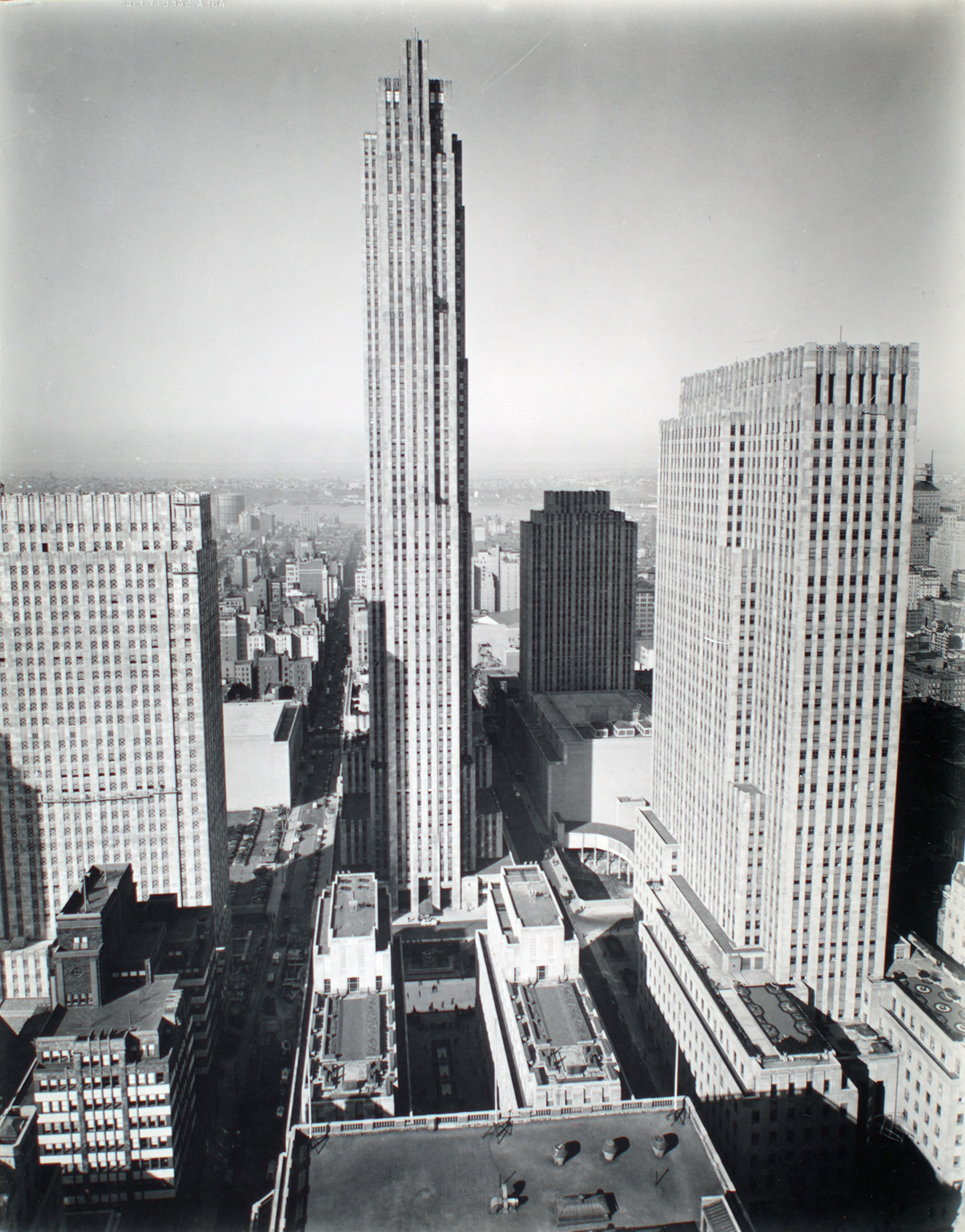
Avance de la construcción en 1937, visto desde el este. La mayor parte del complejo original se completó, pero se puede ver un estacionamiento en el centro a la izquierda en el sitio del futuro 10 Rockefeller Plaza, y la construcción del 50 Rockefeller Plaza se puede ver en el centro a la derecha.

En 1936 ya se habían construido diez edificios y se había alquilado aproximadamente el 80 % del espacio existente. Los edificios, que constituyen la primera fase de construcción, fueron el Interantional Building; los cuatro pequeños edificios comerciales; el RKO Building; el Center Theatre; el Music Hall; el RCA Building; y la extensión occidental del RCA Building. La inversión había sido de unos 104,6 millones de dólares (equivalentes a 1 500 millones de dólares de 2019), que estaba compuesta por 60 millones de John Rockefeller Jr. y 44,6 millones de Metropolitan Life.

### Construcción en los lotes restantes
Rockefeller Center Inc. necesitaba desarrollar los lotes vacíos restantes de los bloques norte y sur. En particular, la parcela sur se estaba utilizando como estacionamiento, y en ese momento, era la instalación de estacionamiento más grande de la ciudad. En 1936, Time Inc. expresó interés en mudarse de sus oficinas del Edificio Chrysler a una sede más grande, después de haber lanzado su revista Life. Los gerentes del Rockefeller Center persuadieron a Time para que se mudara a un rascacielos propuesto en parte del lote baldío del sur, ubicado en Rockefeller Plaza entre las calles 48 y 49. La construcción de acero para ese edificio se inició el 25 de septiembre de 1936 y se completó el 28 de noviembre, 43 días hábiles después. El Time & Life Building de 36 pisos, como se le conocía, se inauguró el 1 de abril de 1937, junto con el bloque final de Rockefeller Plaza que linda con el edificio, entre las calles 48 y 49. 
Los ejecutivos del Rockefeller Center tuvieron conversaciones con Associated Press para un edificio en el lote baldío del norte, que estaba ocupado por la rampa de entrega de camiones del complejo. El lote se había reservado para el Metropolitan Opera House, pero los gerentes no podían esperar más para desarrollar el lote, y en 1937, los planes de la ópera se desecharon formalmente. También se planeó construir un hotel, pero se consideró económicamente inviable. En enero de 1938, Associated Press acordó alquilar cuatro pisos dentro del 50 Rockefeller Plaza. A cambio, la empresa cambiaría el nombre del edificio. La construcción se inició en abril de 1938; y tras 29 días hábiles, la estructura de 15 pisos se completó el 16 de junio.  Associated Press se mudó al 50 Rockefeller Plaza en diciembre. La presencia de Associated Press y Time Inc. expandió el alcance del Rockefeller Center de estrictamente un complejo de radiocomunicaciones a un centro de medios de comunicación impresos y de radio. En 1938, Associated Press abrió el Guild, un teatro de noticiarios, a lo largo de la curva de la rampa de camiones debajo del edificio.
Era imposible construir edificios más pequeños en el resto del complejo, pues las demandas de los inquilinos estipulaban edificios más grandes. Además, ya no era viable construir un sistema de jardines en la azotea porque el edificio de Associated Press de 15 pisos era mucho más alto que los jardines de 7 a 11 pisos del resto de los edificios, lo que lo hacía extremadamente difícil crear un sistema de jardines sin usar puentes empinados. El extremo del bloque más al sur iba a ser desarrollada, y se estaban considerando varios inquilinos. A principios de 1937, los gerentes del centro se acercaron al gobierno holandés para una posible Holland House de 16 pisos en la parte este de la parcela. El gobierno holandés no celebró el acuerdo debido a problemas internos, sobre todo el malestar social que precedió a la invasión de los Países Bajos por Hitler en 1940. Sin embargo, los gerentes del Rockefeller Center ya estaban en negociaciones con Eastern Air Lines. Pese a la falta de un inquilino definido, la excavación de la estructura de 16 pisos en el número 10 de Rockefeller Plaza comenzó en octubre de 1938, y el edificio se completó en abril de 1939. El CEO de Eastern Air Lines, Eddie Rickenbacker, no firmó un contrato de arrendamiento hasta junio de 1940. En ese momento, 10 Rockefeller Plaza pasó a llamarse Eastern Air Lines Building.

### Cambio de jefatura
La dirección del Rockefeller Center cambió en esta época. En noviembre de 1936, John Todd apareció en dos artículos de la revista The New Yorker que enfatizaban su papel en la construcción del complejo. Al mismo tiempo, Nelson estaba ganando influencia dentro del Rockefeller Center Inc., y disentía de casi todas las sugerencias de Todd. El padre de Nelson, John, estaba renunciando a sus responsabilidades, pues el hijo menor de la familia Rockefeller, David, se había mudado de la casa familiar en 10 West 54th Street, y John ahora se estaba concentrando en su propia vida personal. En abril de 1937, Todd lamentó su decisión de aparecer en The New Yorker. En marzo de 1938, Nelson se convirtió en presidente de Rockefeller Center Inc. Luego despidió a Todd como gerente del complejo y nombró a Hugh Robertson en su lugar. Nelson y Robertson querían evitar las huelgas, que retrasaban la construcción. Nelson, Robertson y los sindicatos acordaron un contrato en el que los sindicatos no harían huelga, Robertson no bloquearía a los trabajadores sindicalizados y ambos estarían de acuerdo con el arbitraje en caso de disputa laboral. Rockefeller Center fue una de las principales empresas comerciales de Nelson hasta 1958, cuando fue elegido gobernador de Nueva York.
Se contrató realacionistas públicas para publicitar las diferentes partes del complejo, como los jardines y la plaza. Se instaló una plataforma de observación en el lado este del Rockefeller Center, y se fundó el divertido "Sidewalk Superintendents 'Club" para que el público pudiera ver la construcción, con tarjetas emitidas a los miembros del club.

### Último edificio

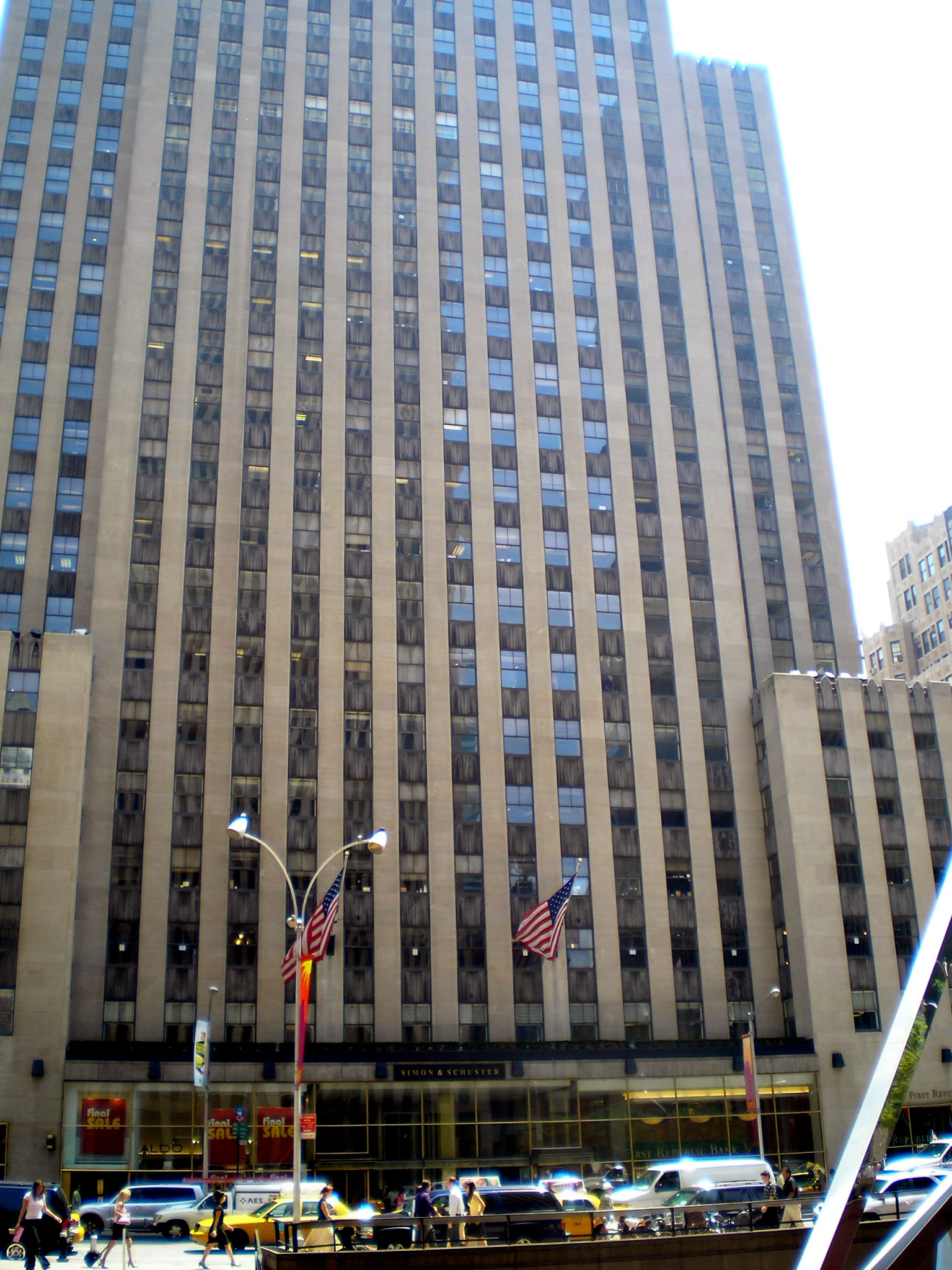
El US Rubber Company Building (ahora Simon & Schuster Building) fue el último edificio construido del complejo original

La mitad occidental de la parcela sur aún estaba sin desarrollar debido a los efectos negativos percibidos del metro elevado de la Sexta Avenida. (La línea elevada se cerró a principios de diciembre de 1938, para ser reemplazada por el metro IND de la Sexta Avenida, y fue arrasada al año siguiente.) En última instancia, se convenció a United States Rubber Company de mudarse de su sede en Columbus Circle al edificio propuesto 1230 Avenue of the Americas en el Rockefeller Center. La compañía arrendó once pisos en el nuevo edificio, una disminución de 3,3 m² de los 12 pisos que alquilaron en 1790 Broadway. El edificio de la US Rubber Company se había planeado como un volumen especular del RKO Building, pero esto no fue posible porque la estructura simétrica habría implicado la construcción de un costoso voladizo sobre el Center Theatre. La excavación del solar de la US Rubber Company comenzó en mayo de 1939.
El complejo se consideró completo a fines de octubre de 1939. John Rockefeller Jr. instaló el remache ceremonial final del edificio el 1 de noviembre de 1939, lo que marcó la finalización del complejo original del Rockefeller Center. La instalación del último remache fue acompañada por un discurso de celebración de Rockefeller y muchas noticias sobre el evento. 10 Rockefeller Plaza, sin embargo, no se completó oficialmente hasta su inauguración en octubre de 1940. Aunque el gobierno holandés inicialmente se había negado a firmar un acuerdo para ocupar 10 Rockefeller Plaza, trasladó sus oficinas a exilio al edificio una vez que se abrió.

## Construcción posterior
Finalizado el complejo original, Rockefeller buscó expandirse pese a que la Segunda Guerra Mundial detuvo casi todos los proyectos de construcción civil. En 1943, los administradores del complejo compraron terrenos y edificios en tres esquinas cercanas. El Rockefeller Center dio a conocer planes de expansión hacia el suroeste y el norte en 1944. En ese momento, el área alquilable existente del complejo era de 491 000 m², con una tasa de ocupación del 99,7 %.

### Décadas de 1940 y 1950
Esso era uno de los inquilinos que deseaba expandirse y la compañía señaló que construiría su propia torre si el Rockefeller Center no construía un edificio para ellos. En 1944, John Rockefeller Jr. aprobó oficialmente la propuesta de Esso , ubicado en el extremo norte de Rockefeller Plaza. Al principio, los administradores querían construir una estructura de 16 pisos y 2 millones de dólares, pero Hugh Robertson, el único arquitecto restante del complejo original, declaró que la torre debía tener 36 pisos de altura para ser rentable. En febrero de 1947, el Esso Building, en el extremo norte de la propiedad existente, se convirtió en parte del Rockefeller Center después de que la propiedad del edificio se transfiriera de Haswin Corporation a Rockefeller Center, Inc. El Esso Building de 33 pisos se completó un mes más tarde.
En 1949, ante la disminución de la congregación, la Iglesia de San Nicolás arrendó el edificio de la iglesia a Massachusetts Mutual Life Insurance Company, que luego arrendó tres lotes contiguos del Rockefeller Center para un edificio propuesto de 28 pisos. La fachada de la Quinta Avenida del nuevo edificio tendría un retranqueo en el piso 11, y la fachada a mitad de la cuadra en la calle 49 no bloquearía la vista desde La Maison Francaise al otro lado de la calle, como lo estipula un acuerdo con los gerentes del Rockefeller Center. La iglesia se mudó de su terreno en la Quinta Avenida y la Calle 48, y el antiguo edificio de la iglesia fue posteriormente demolido. La construcción comenzó en 600 Fifth Avenue en 1950, y la torre se completó en 1952. El edificio recibió su nombre de Sinclair Oil Company, que alquiló ocho pisos. Aunque el 600 Fifth Avenue no fue desarrollado por Rockefeller Center Inc., sí determinó el diseño art déco general. A cambio, Massachusetts Mutual estipuló que el edificio tuviera una entrada al vestíbulo subterráneo del Rockefeller Center y que los arrendamientos de los lotes restantes de William Cromwell se transfirieran al Rockefeller Center.
El pequeño Center Theatre se consideró redundante para Radio City Music Hall y, en sus últimos años, se había utilizado como espacio de transmisión de NBC y RCA. En 1953, NBC y RCA se expandieron al espacio de oficinas en 30 Rockefeller Center que Sinclair acababa de dejar libre. Tras abandonar el estudio de transmisión, la US Rubber Company indicó que quería expandir su edificio de oficinas en el espacio ocupado por el teatro infrautilizado. En octubre de 1953, se anunció que este sería demolido. Durante el proceso, el edificio se colocó sobre pilotes temporales. No queda ningún vestigio del antiguo teatro, ya que el anexo de la Avenida de las Américas 1230 ocupa el mismo espacio que el edificio original.
Time-Life también quería expandirse, ya que su espacio existente en 1 Rockefeller Plaza se había vuelto insuficiente en 1953. En agosto de ese año, Rockefeller Center Inc. compró un terreno en el lado oeste de Sixth Avenue entre las calle 50 y 51. Los gerentes del Rockefeller Center originalmente querían construir allí un estudio adicional de NBC o una sala de exhibición de vehículos Ford. Sin embargo, cambiaron de opinión al ver las necesidades de expansión de Time Inc.: la empresa quería tener su sede en un solo edificio. Como superarían su espacio existente en 1 Rockefeller Plaza en 1954, la empresa tendría que mudarse a otro lugar. No queriendo perder la tenencia de Time Inc., los gerentes del complejo contrataron a Harrison & Abramovitz, compuesto por Wallace Harrison y Max Abramovitz, para crear planes para un edificio en la parcela recién adquirida que podría albergar tanto a NBC como a Time. NBC luego se retiró del trato porque su director ejecutivo, David Sarnoff, discrepó.
En 1956, dos años después de la demolición del Center Theatre, los funcionarios anunciaron la construcción de una nueva torre, el Time & Life Building, en el lado occidental de la Sexta Avenida entre las calles 50 y 51. El edificio de 154 m de altura y un costo de 7 millones de dólares (equivalentes a 98,9 millones de dólares de 2019) incluiría conexiones al sistema de pasillos existente y al Teatro Roxy directamente al oeste. La torre se elevaría como una losa de 48 pisos, con una plaza al este y un anexo de ocho pisos a lo largo de sus lados oeste y norte. Una de las subsidiarias del Rockefeller Center, Westprop Inc., compró los derechos aéreos del Roxy Theatre original ubicado al lado para que la nueva torre pudiera ajustarse a la Ley de Zonificación de 1916. Time Inc. y Rockefeller Center formaron un empresa conjunta, Rock-Time Inc., que compartiría los ingresos por alquiler de la torre entre ellos. construcción de la estructura de acero del Time & Life Building comenzó en abril de 1958, y la estructura se completó en noviembre de ese año. La piedra angular del edificio se colocó en junio de 1959, después de que se completó la estructura del edificio, y los primeros inquilinos comenzaron a mudarse a la torre en diciembre de 1959.
Durante este tiempo, los planes exigían que el Rockefeller Center se expandiera hacia el norte. Rockefeller Center, Uris Buildings Corporation y Webb y Knapp formaron otra empresa conjunta, Rock-Uris Corp., para construir un hotel al oeste del 75 Rockefeller Center. Sin embargo, Webb y Knapp enfrentaron escasez monetaria y la empresa conjunta descubrió que un hotel no era el uso más rentable del terreno. En cambio, la empresa conjunta decidió construir un edificio de oficinas de vidrio y concreto de 43 pisos en el sitio, con conexiones al vestíbulo subterráneo del complejo. En 1961, el edificio recibió el nombre de Sperry Corporation, que alquiló ocho pisos en el futuro edificio. El hotel planeado se trasladó a otro sitio dos cuadras al norte, en el lado oeste de la Sexta Avenida entre las calles 53. Este se convirtió en el New York Hilton en el Rockefeller Center, que abrió en 1963. El nombre del hotel era engañoso porque estaba ubicado fuera del complejo y no estaba conectado al centro comercial subterráneo. El centro comercial no se pudo ampliar de todos modos porque el metro de la calle 53 estaba en el camino. mayor expansión del Rockefeller Center en el lado oeste de Sixth Avenue, entre el Hilton y el nuevo Time & Life Building, porque Equitable Life Assurance Society había construido una torre entre las dos propiedades.

### Década de 1960 y 1970

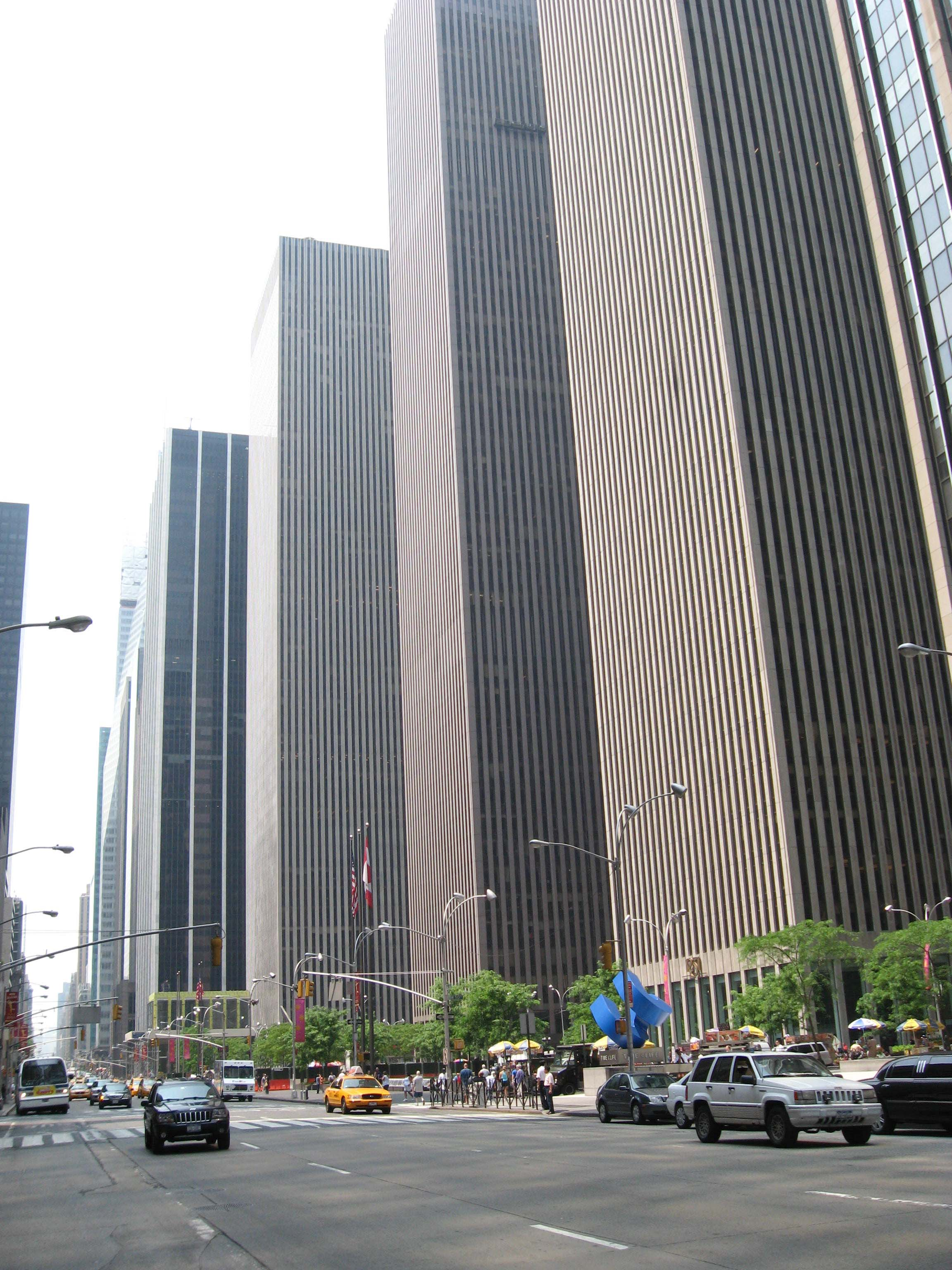
Los tres edificios en 1211-1251 Avenue of the Americas se abrieron desde 1971 hasta 1974.

En 1963, los funcionarios de Esso se acercaron a Gustav Eyssell, que había sido presidente del Rockefeller Center Inc. desde que Hugh Robertson había renunciado en 1948. Esso propuso que Eyssell aprobara otro edificio para la compañía, que había superado el espacio que ya ocupaba en el Rockefeller Center. Eyssell consideró seriamente la propuesta porque el complejo no quería perder la tenencia de Esso y porque los inquilinos existentes del complejo solicitaban una combinación de 190 000 m² de espacio extra. Los gerentes del Rockefeller Center volvieron a contratar a Harrison & Abramovitz para diseñar tres nuevas torres en el lado oeste de la Sexta Avenida, con una torre en cada una de las cuadras entre las calles 47 y 50. Los administradores compraron el terreno para los tres edificios propuestos en privado. Al mismo tiempo, consultaron con grandes inquilinos potenciales y finalmente lograron contratar a Esso, McGraw-Hill y Celanese como los principales inquilinos de los edificios. Según el plan, Esso (más tarde rebautizada como Exxon) se trasladaría a la torre más al norte en 1251 Avenue of the Americas, mientras que McGraw-Hill ocuparía la torre central en 1221, y Celanese tendría la torre más al sur en 1211. Estos fueron llamados los "Edificios XYZ" porque las tres torres eran tan similares que sus ubicaciones podían intercambiarse.
Los planes de Harrison & Abramowitz fueron influenciados por varios elementos de diseño. Lo más importante es que la empresa deseaba incluir plazas frente a cada uno de los nuevos edificios del Rockefeller Center, basándose en su diseño reciente para el Lincoln Center for the Performing Arts en el Upper West Side, que contenía varios edificios alrededor de una plaza central. Las plazas frontales de los nuevos edificios del Rockefeller Center servirían como grandes espacios de reunión, similares a la plaza inferior del complejo original. El Rockefeller Center original no incluía plazas a lo largo de la Sexta Avenida porque la línea elevada habría eclipsado estos espacios, pero ahora que la Sexta Avenida elevada había sido demolida, las plazas de los nuevos edificios agregarían espacio abierto al lado de la Sexta Avenida. Como beneficio adicional, las plazas cancelaron los imponentes efectos visuales de los edificios en el lado este de la avenida, que creaban un efecto de acantilado. Finalmente, según una revisión de 1961 a la Ley de Zonificación de 1916, la inclusión de plazas públicas permitiría a los constructores incluir más espacio para oficinas en cada edificio.
A diferencia del antiguo complejo, que tenía que satisfacer los deseos estéticos de John D. Rockefeller Jr., las nuevas torres no tenían por qué ser excesivamente hermosas: los actuales ejecutivos del Rockefeller Center estaban más preocupados por la funcionalidad. Sin embargo, el diseño tensó las relaciones entre Harrison y Nelson Rockefeller. Esto surgió de las duras críticas, como que el complejo era "el siniestro Stonehenge del hombre económico".
Hubo varios impedimentos para el inicio de la construcción. El principal fue que el área de piso propuesta era mayor que la permitida por la ley de 1961. El Urban Design Group, una división del Departamento de Planificación Urbana de la Ciudad de Nueva York, sugirió que las torres incluyan una pasarela cerrada con espacio comercial, así como una sala de cine en uno de los edificios. El McGraw-Hill Building debía incluir un planetario en el sótano con una cúpula sobre el nivel del suelo, que sería operado por una subsidiaria, mientras que el Celanese Building debía contener el teatro. Ninguna de estas atracciones se construyó: el espacio del planetario fue ocupado por un pequeño teatro después de que McGraw-Hill vendiera su subsidiaria de planetario, mientras que el plan del teatro se desechó debido a la falta de fondos y al declive de la industria teatral de la zona. El inicio de la construcción se retrasó varios años debido a estas solicitudes burocráticas. La ciudad finalmente aprobó el proyecto después de que Rockefeller Center Inc. prometiera construir la pasarela cerrada al oeste del Celanese Building, así como dos parques al oeste de los edificios Exxon y McGraw-Hill.
Los planes para los nuevos edificios se anunciaron en forma escalonada de 1967 a 1970. El Exxon Building se anunció en agosto de 1967, seguido por el McGraw-Hill Building en noviembre de 1967 y el Celanese Building en 1970. Las complicaciones surgieron cuando William A. Ruben, un residente de 132 West 48th Street que vivía en el sitio del Celanese Building planificado al oeste de la Sexta Avenida, se negó a mudarse de su casa. En julio de 1968 aceptó irse tras recibir más de 22 000 dólares (equivalentes a 161 700 dólares de 2019). El proceso de construcción se vio obstaculizado aún más por las huelgas. A mediados de 1969, los trabajadores de los edificios Exxon y McGraw-Hill se declararon en huelga. Tres años después, en julio de 1972, los trabajadores de la construcción de varios proyectos en la ciudad, incluido el Celanese Building, se declararon en huelga durante más de un mes.
El Exxon Building, la más septentrional de las tres torres, fue el primer edificio que se completó en 1971. La torre de 54 pisos tenía 195 200 m² de espacio para oficinas. Lo siguió el McGraw-Hill Building, la torre central, en 1973. Este edificio de 51 pisos tenía 204 385 m² de espacio para oficinas. El Celanese Building, la torre más al sur, fue el último en abrir, en 1974. El edificio de 45 pisos tenía 172 327 m² de espacio para oficinas. Tras la finalización del último edificio, el centro se extendió a lo largo de 8,9 ha de tierra y contenía alrededor de 1,6 millones de m² de espacio para oficinas en 19 inmuebles.